# Dekanat Kitzingen
Das Dekanat Kitzingen ist eines von neun Dekanaten im römisch-katholischen Bistum Würzburg.
Es umfasst einen Großteil des Landkreises Kitzingen. Es grenzt im Osten und Süden an das Erzbistum Bamberg, im Westen an das Dekanat Würzburg und im Norden an das Dekanat Schweinfurt. 28 Pfarrgemeinden haben sich 2010 zu 8 Pfarreiengemeinschaften zusammengeschlossen, welche sich auf die Pastoralen Räume Kitzingen und Schwarzach am Main verteilen.
Dekan ist Pfarrer Gerhard Spöckl, Moderator des Pastoralen Raumes Kitzingen und Pfarrer der Pfarreiengemeinschaft St. Hedwig im Kitzinger Land. Sein Stellvertreter ist Pfarrer Matthias Eller, Moderator des Pastoralen Raumes Schwarzach a.Main und Pfarrer der Pfarreiengemeinschaft Kirchschönbach-Stadelschwarzach-Wiesentheid. Verwaltungssitz ist Kitzingen.

## Gliederung
Sortiert nach den Pastoralen Räumen und deren Untergliederungen bzw. Pfarreiengemeinschaften werden die Pfarreien genannt, alle zu einer Pfarrei gehörigen Exposituren, Benefizien und Filialen werden nach der jeweiligen Pfarrei aufgezählt, danach folgen Kapellen, Klöster und Wallfahrtskirchen. Weiterhin werden auch die Einzelpfarreien am Ende aufgelistet.

### Pastoraler Raum Kitzingen

#### Pfarreiengemeinschaft Maria im Sand (Dettelbach)
- Pfarrei St. Augustinus Dettelbach mit St. Jakobus der Ältere Brück, St. Nikolaus Neuses am Berg, Mariä Himmelfahrt, St. Kilian, Kolonat und Totnan Neusetz und St. Kilian Schnepfenbach, Wallfahrtskirche Maria im Sand (Dettelbach)
- Pfarrei St. Simon und Judas Thaddäus Bibergau
- Pfarrei St. Jakobus der Ältere Effeldorf
- Pfarrei St. Michael und Bruder-Klaus-Kapelle Euerfeld
- Pfarrei Mariä Schmerzen Mainsondheim

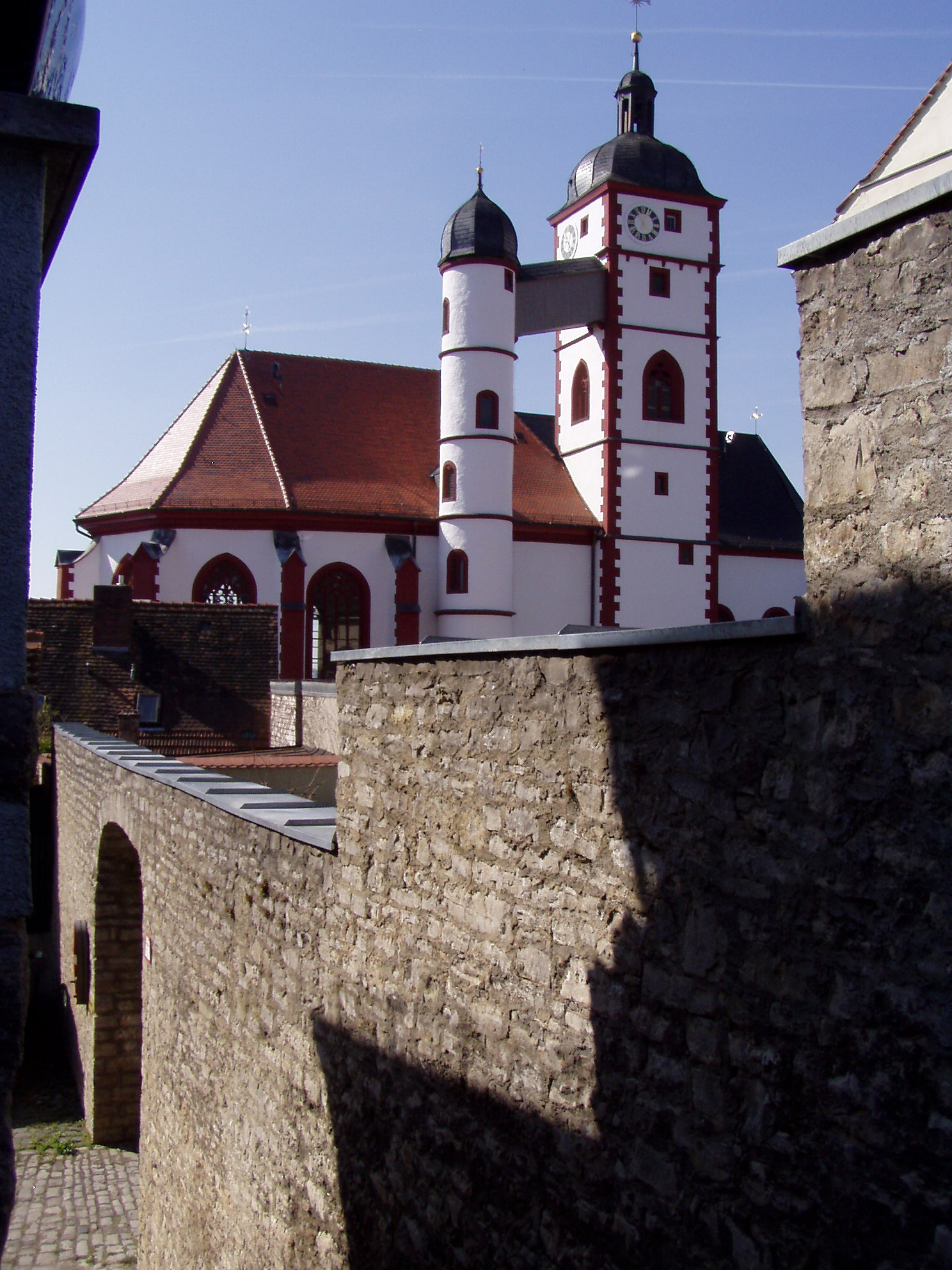
St. Augustinus
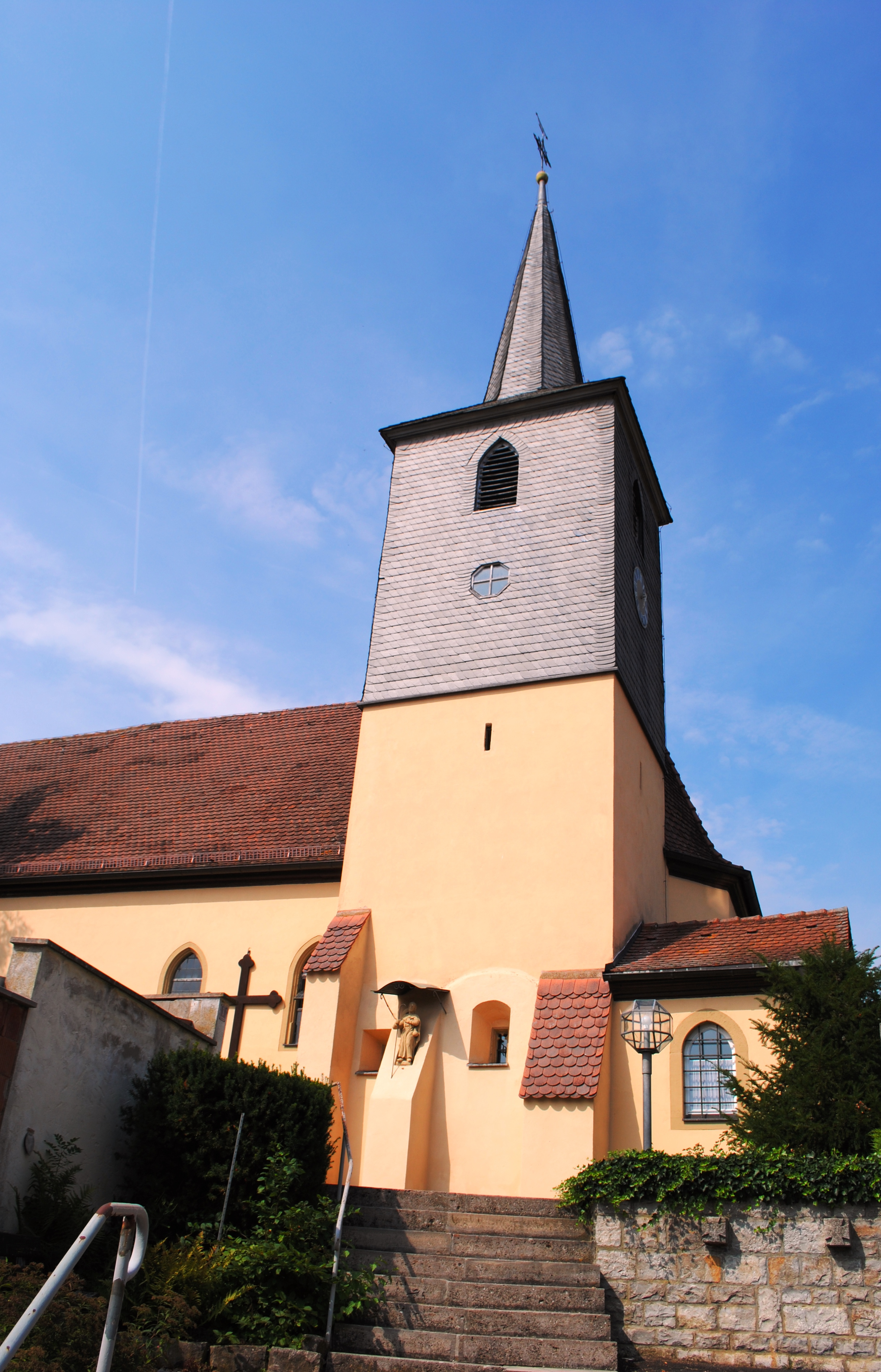
St. Jakobus der Ältere (Brück)
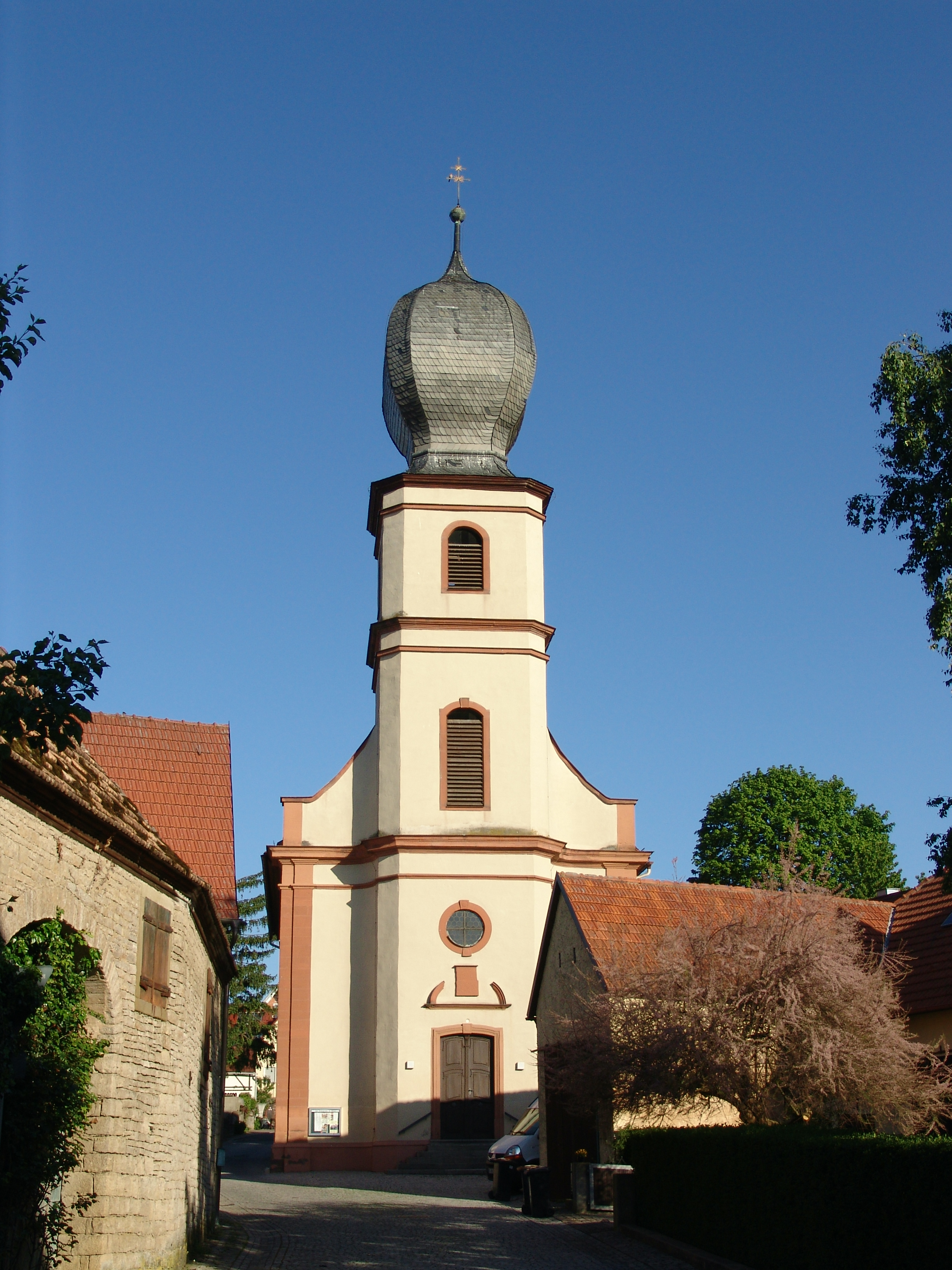
St. Nikolaus
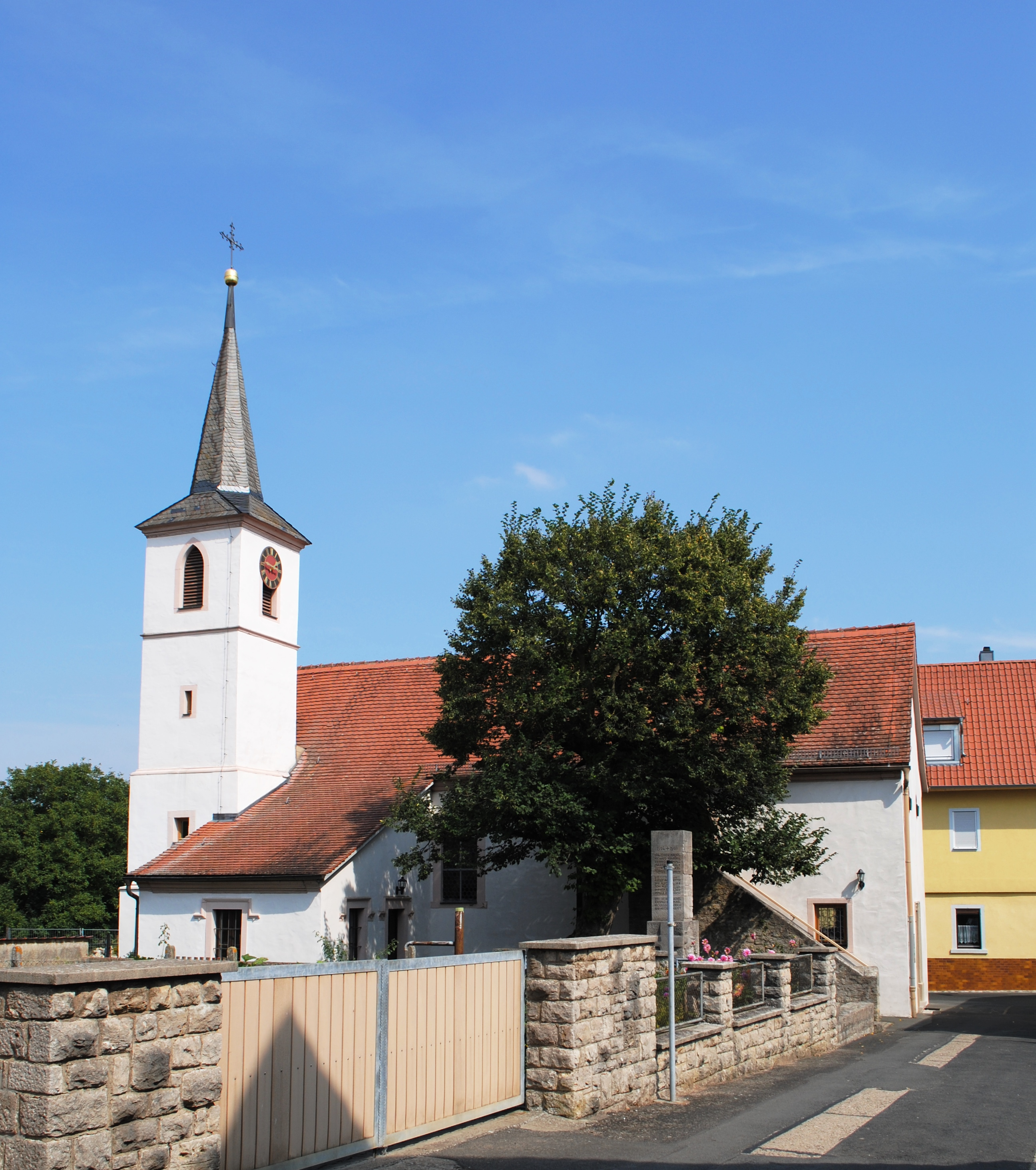
Mariä Himmelfahrt u. a.
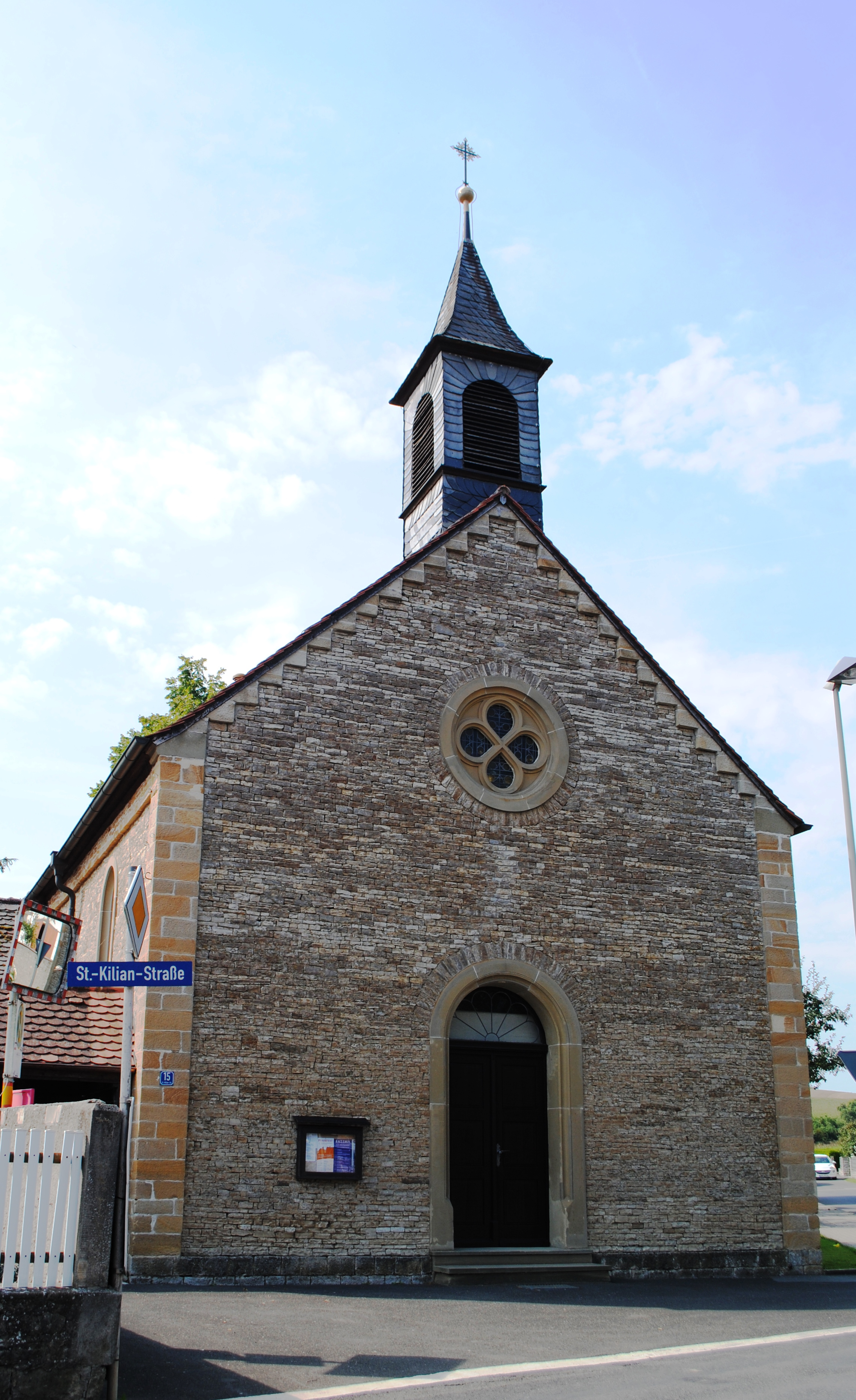
St. Kilian
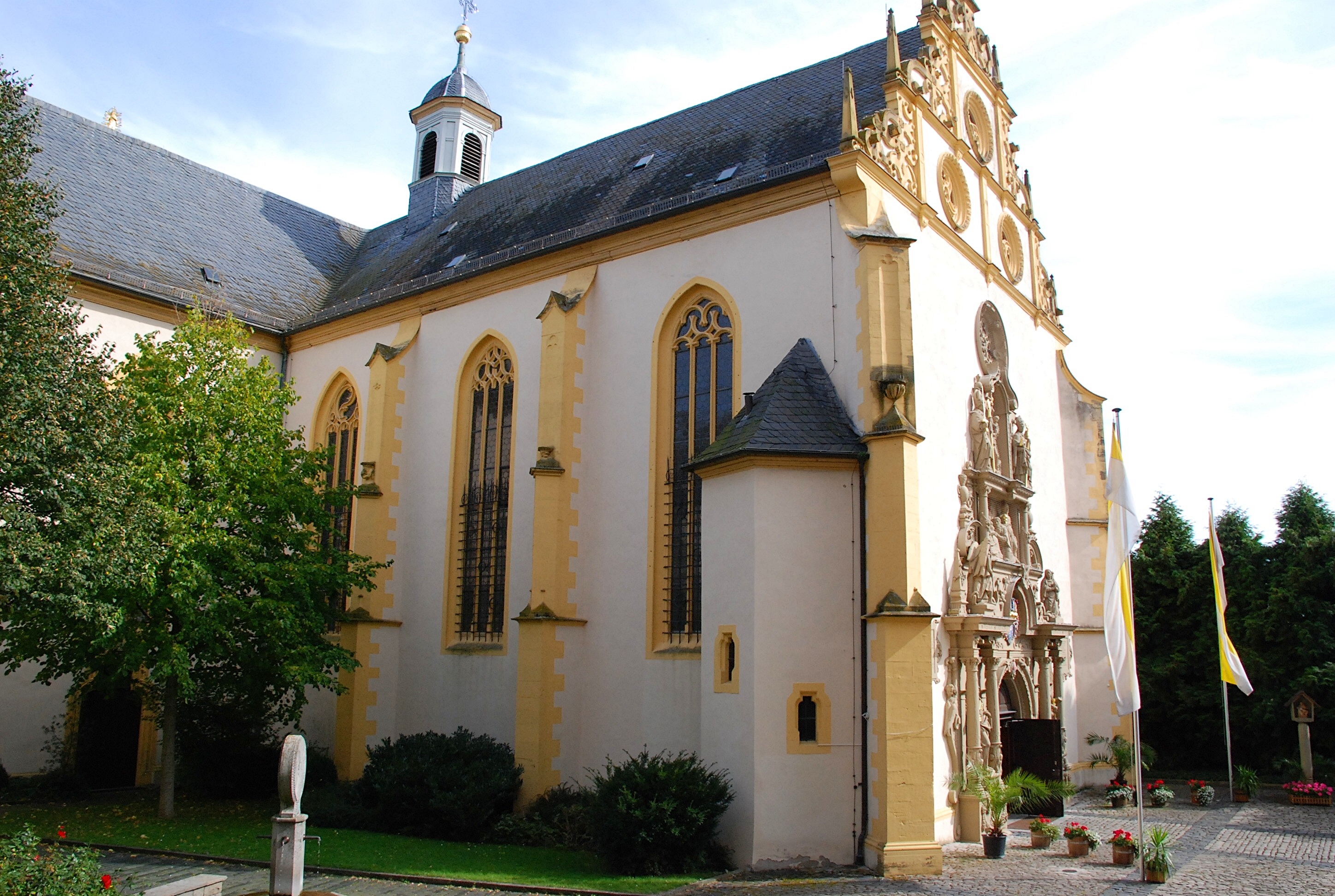
Wallfahrtskirche Maria im Sand
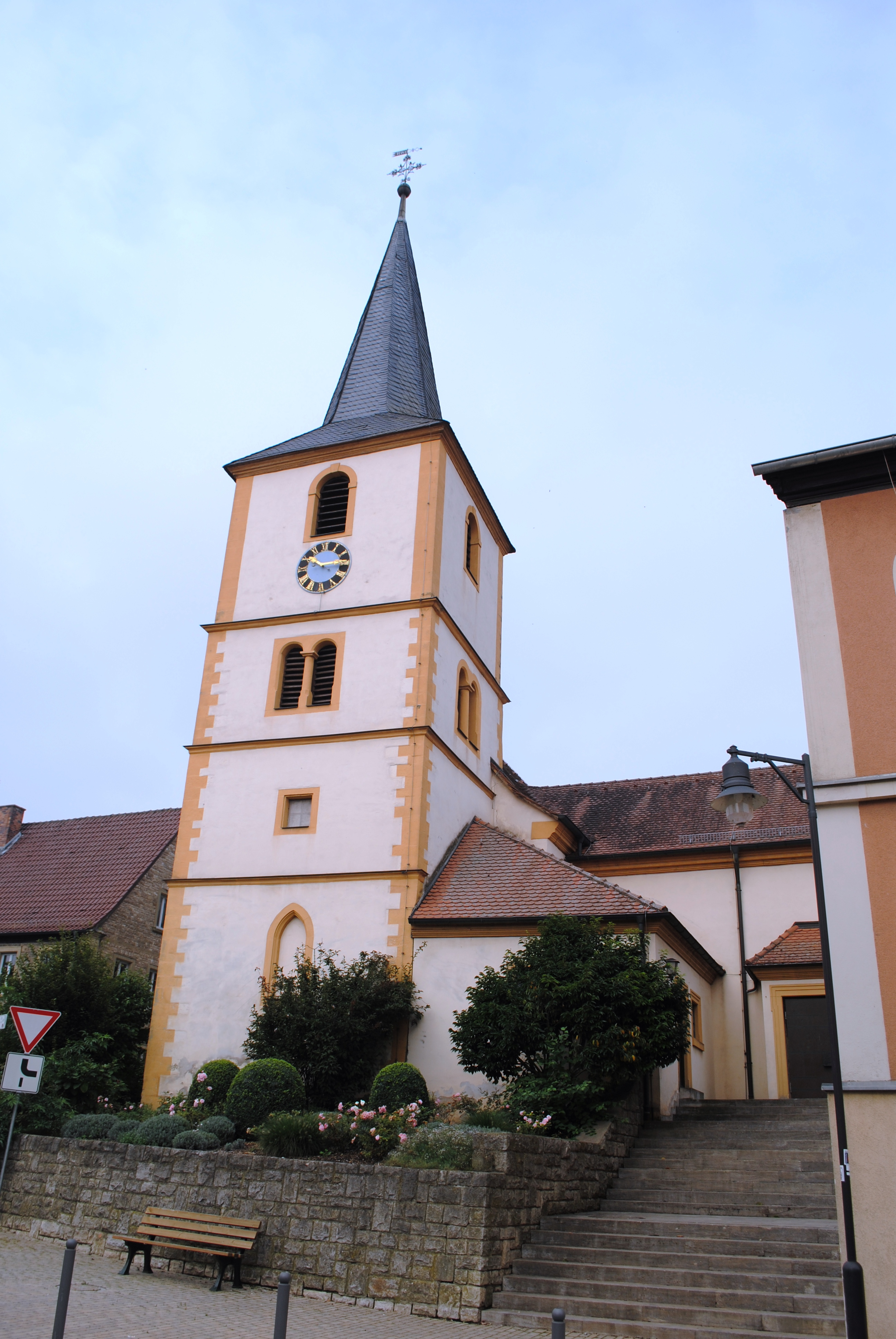
St. Simon und Judas Thaddäus
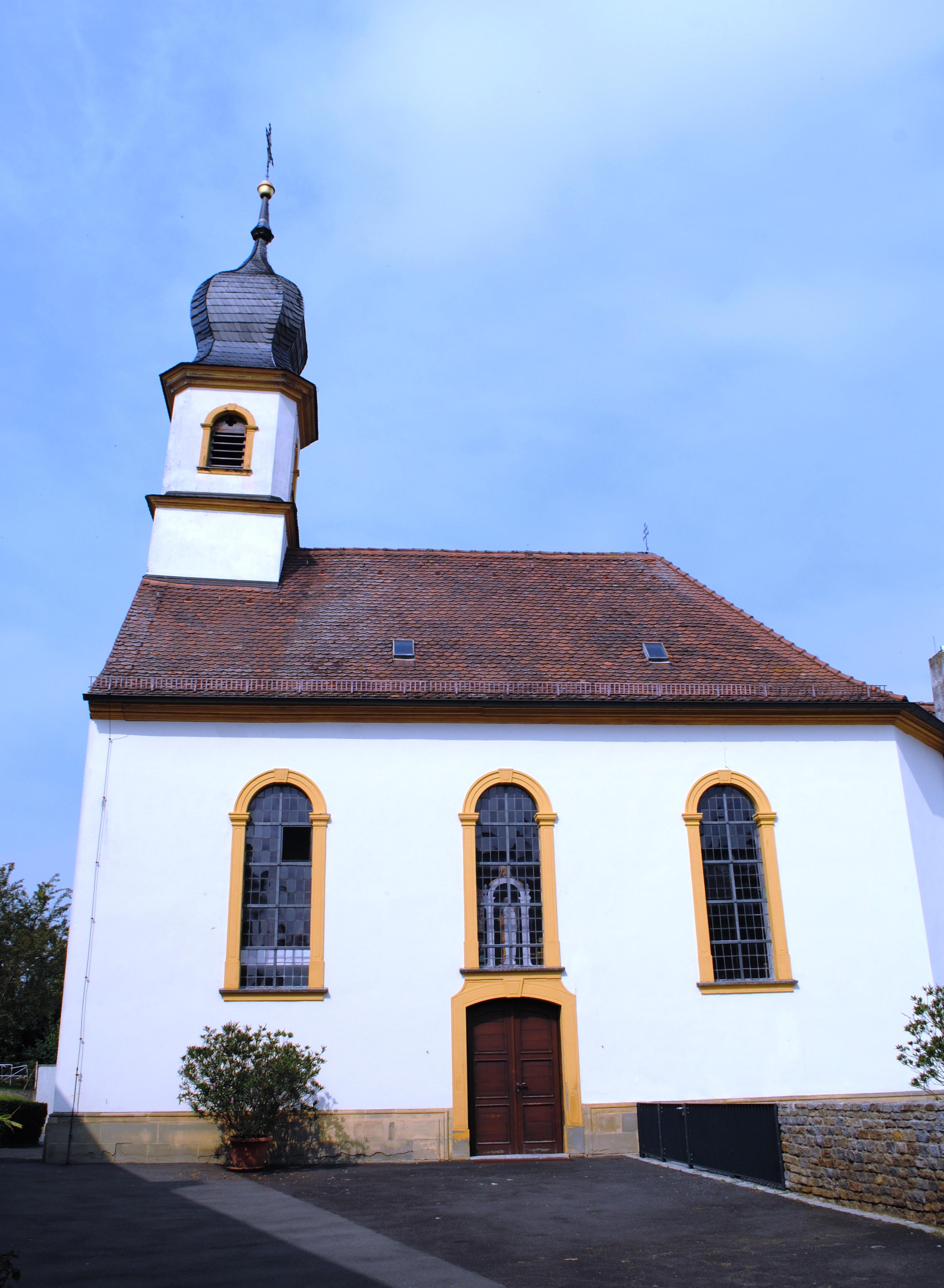
St. Jakobus der Ältere (Effeldorf)
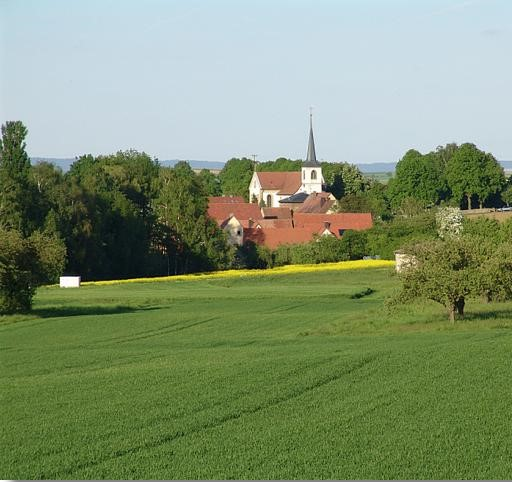
St. Michael
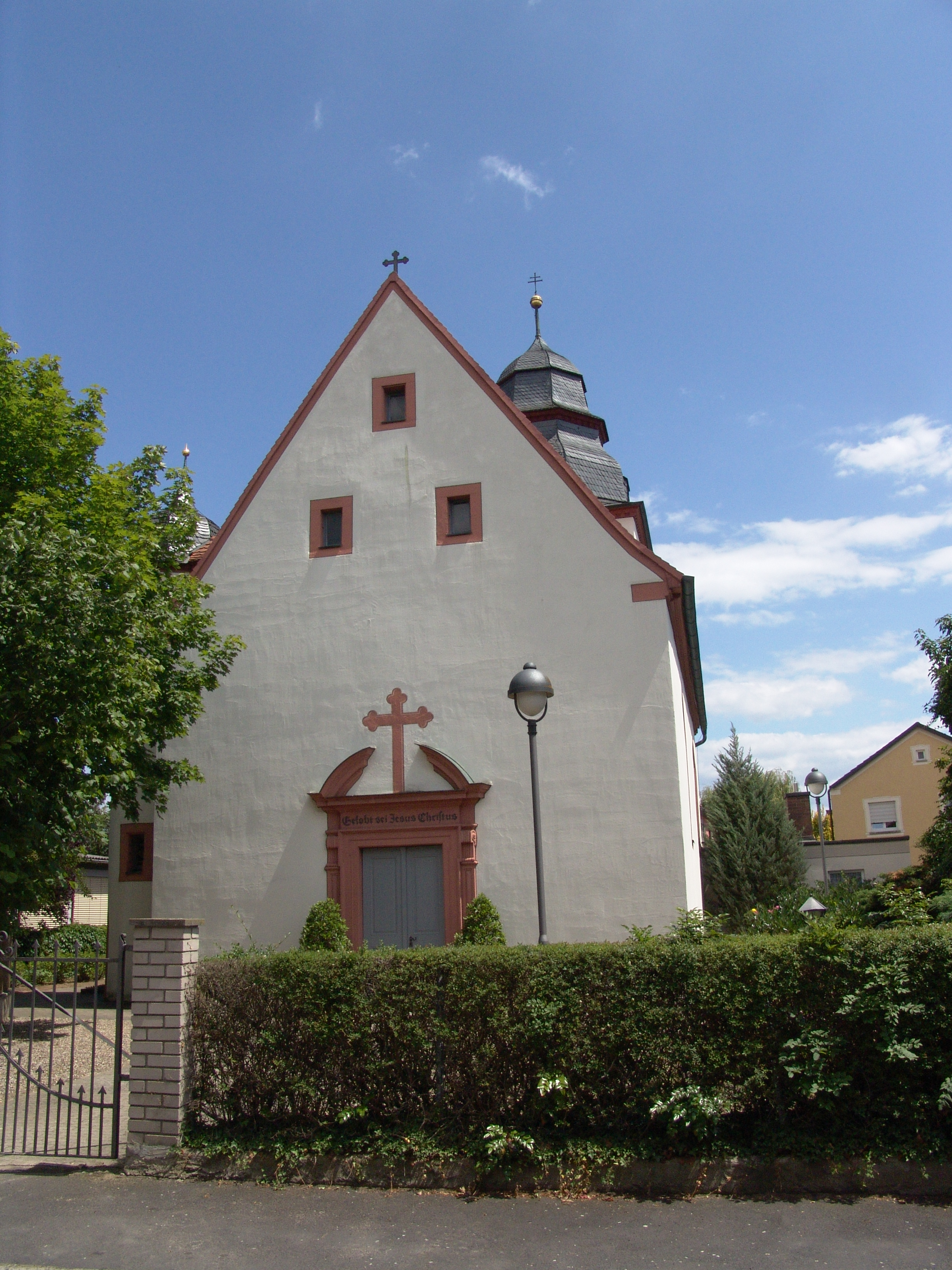
Mariä Schmerzen

#### Pfarreiengemeinschaft St. Hedwig im Kitzinger Land (Kitzingen)
- Pfarrei St. Johannes der Täufer Kitzingen mit Kreuzkapelle Kitzingen, Mariä Himmelfahrt und St. Franziskus Seraphikus Kitzingen, Mariä Himmelfahrt Buchbrunn, St. Gumbert Mainstockheim, St. Laurentius Repperndorf
- Pfarrei St. Johannis Enthauptung Biebelried
- Pfarrei St. Georg Hoheim
- Pfarrei St. Vinzenz Kitzingen (Siedlung)
- Pfarrei St. Ludwig Marktbreit mit den Filialen Auferstehung unseres Herrn Jesus Christus Marktsteft und Maria Königin Obernbreit
- Pfarrei St. Sebastian mit Kreuzkapelle Sulzfeld am Main

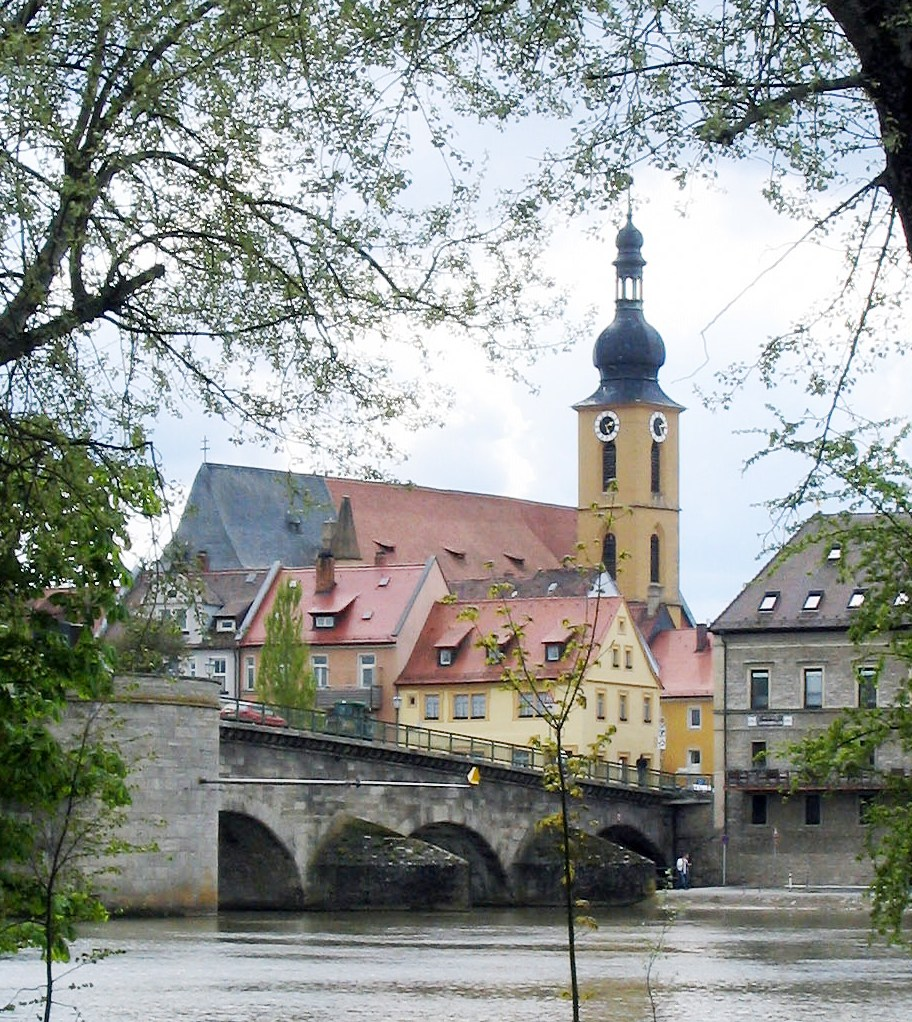
St. Johannes der Täufer
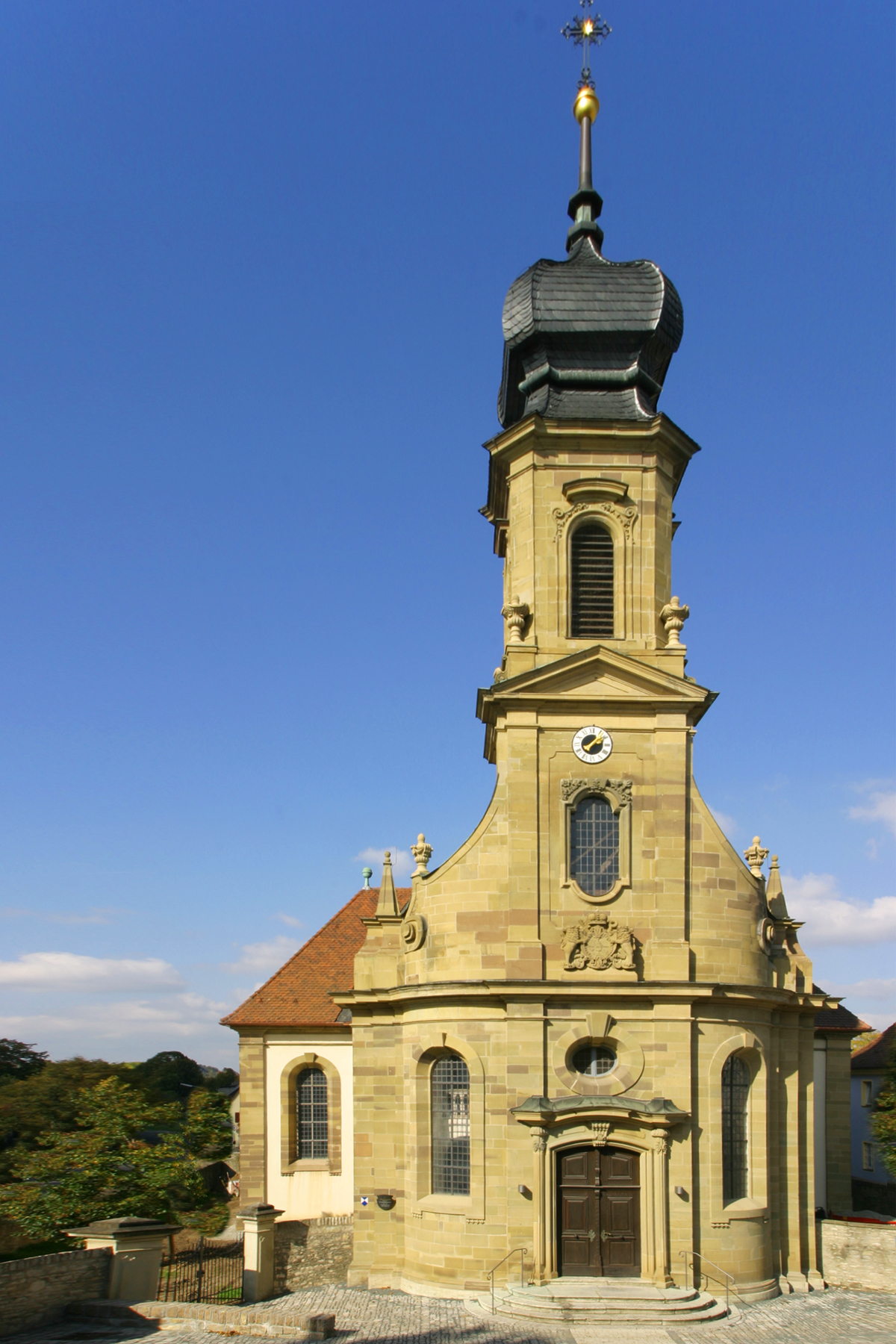
Kreuzkapelle  (Kitzingen-Etwashausen)
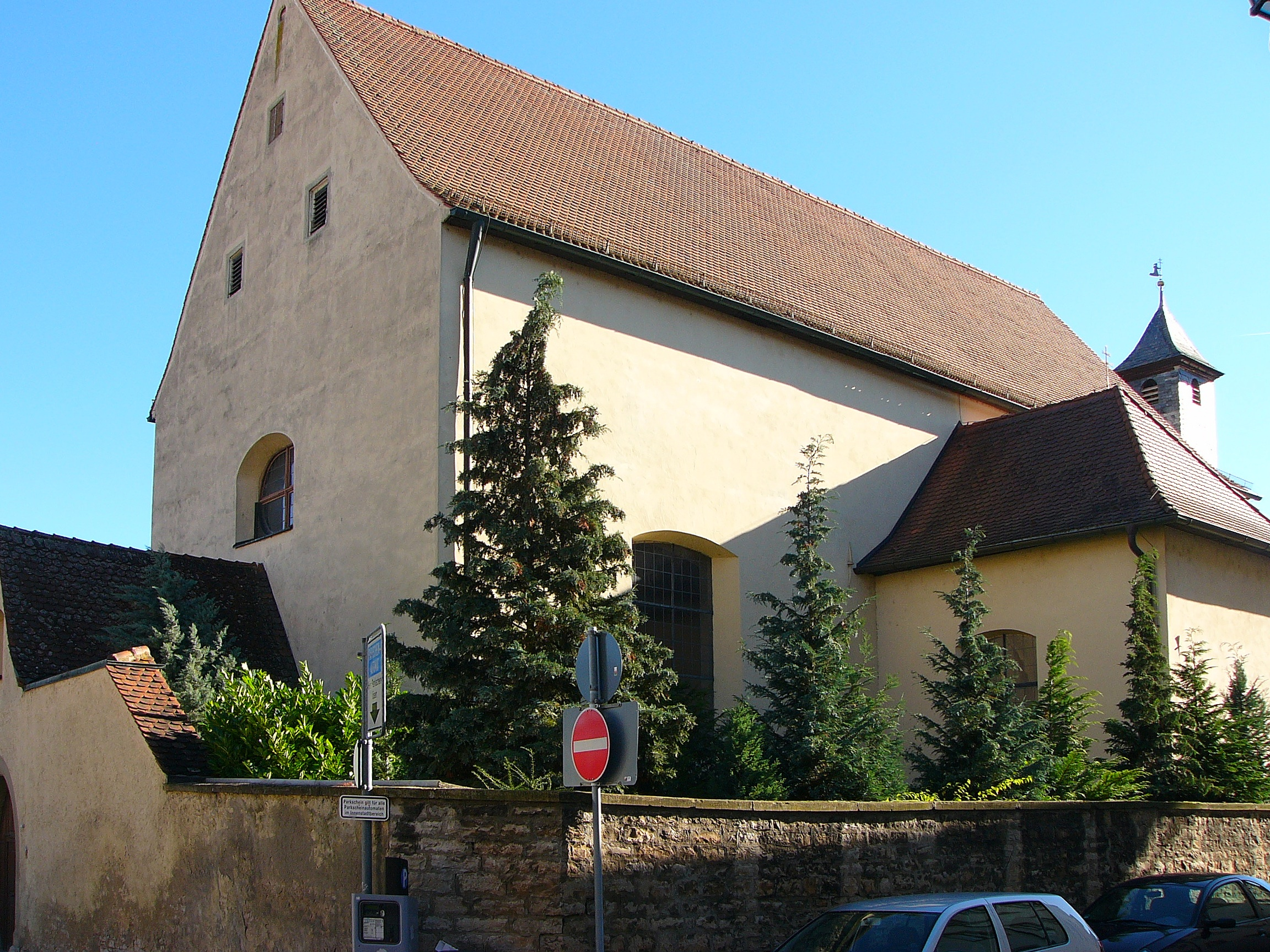
Mariä Himmelfahrt und St. Franziskus Seraphikus
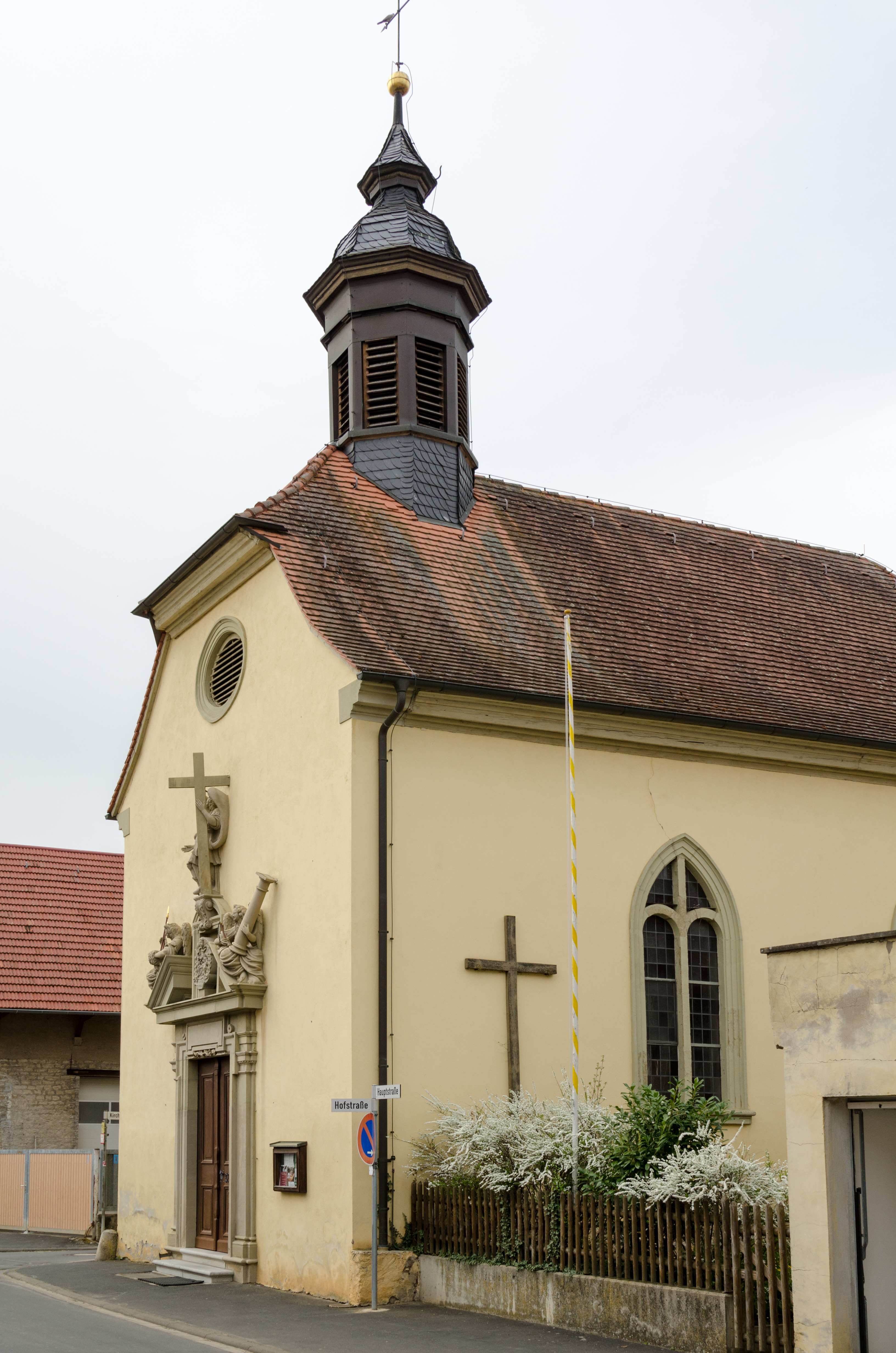
Mariä Himmelfahrt
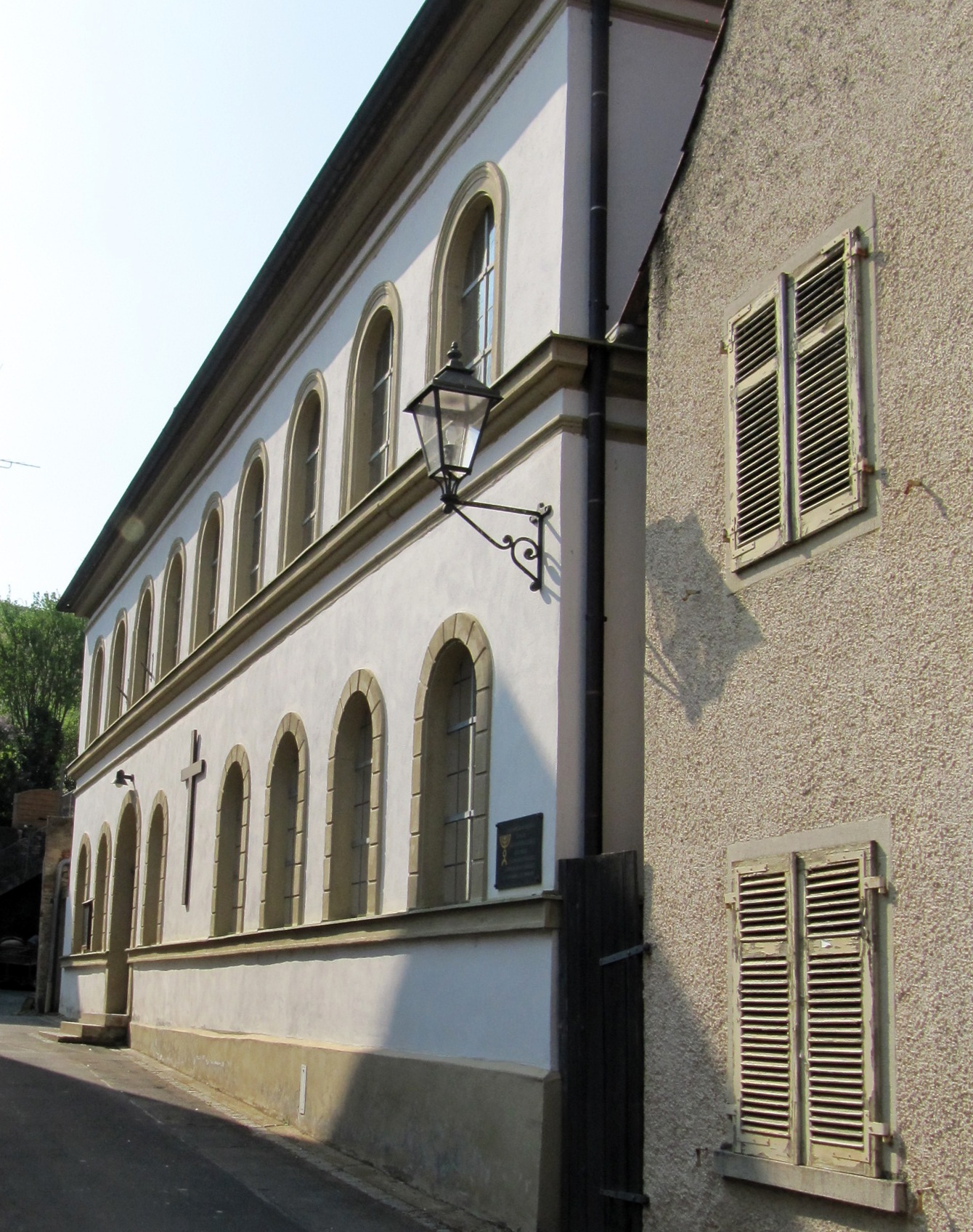
St. Gumbert (ehem. Synagoge)
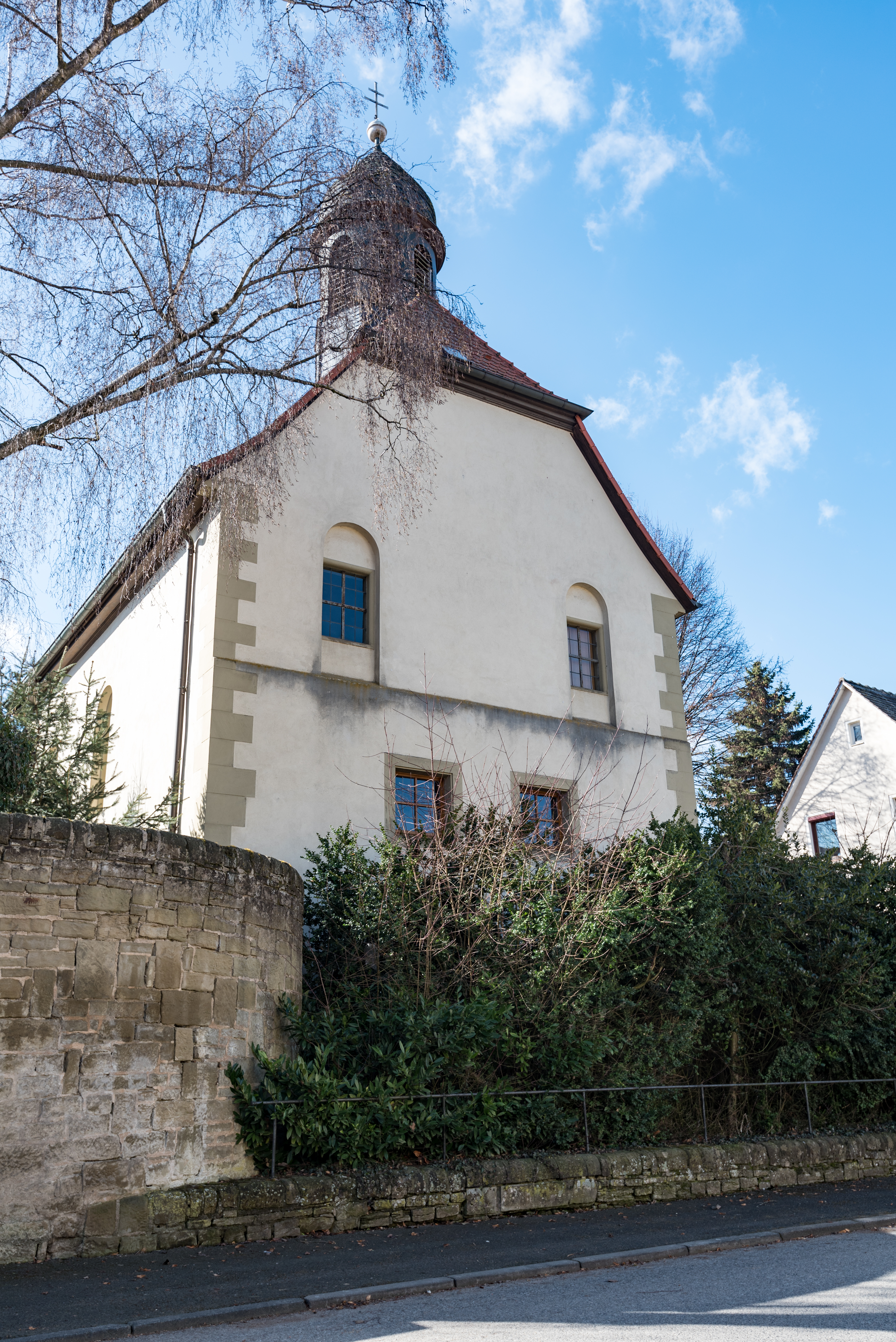
St. Laurentius
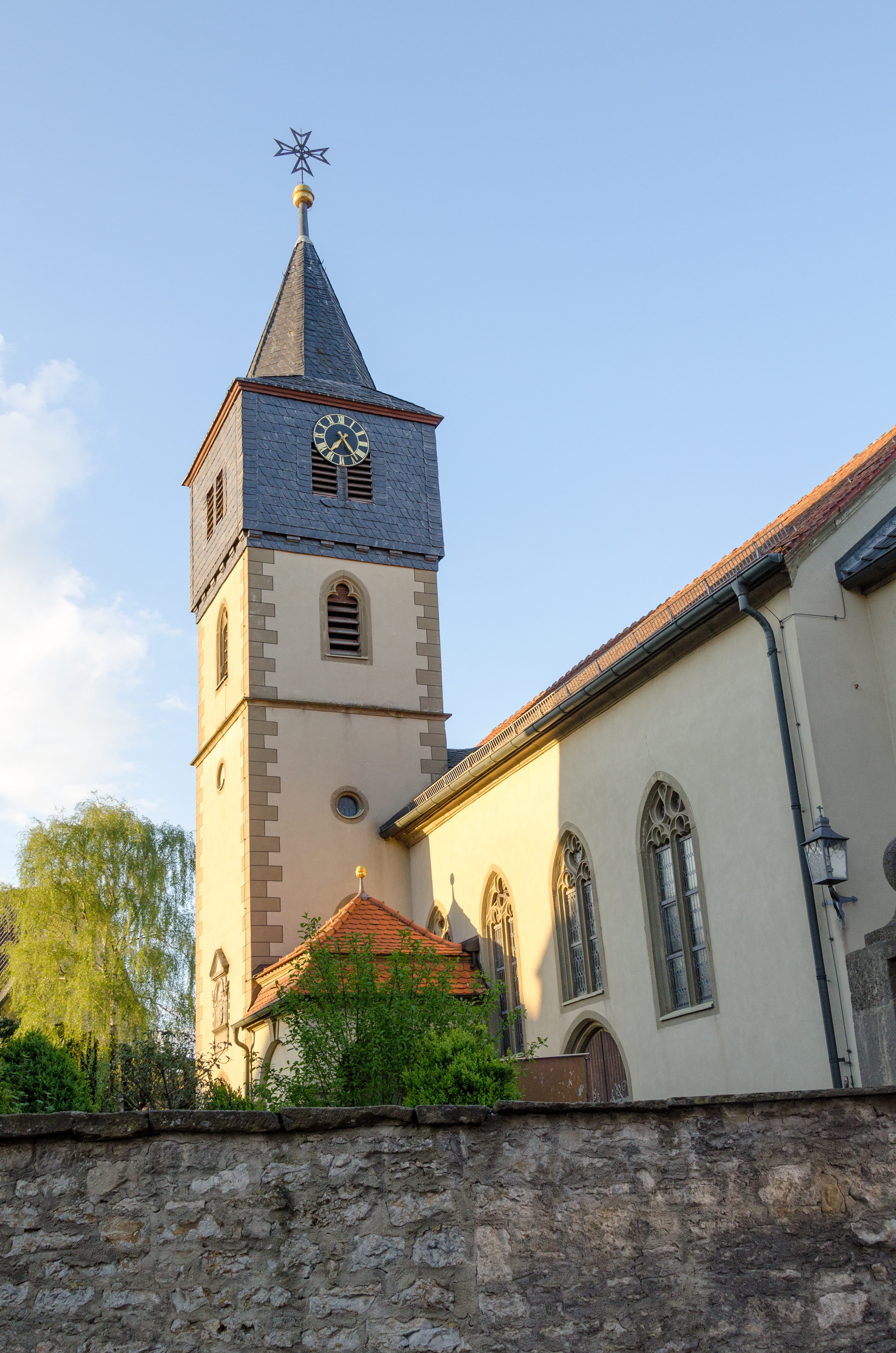
St. Johannis Enthauptung
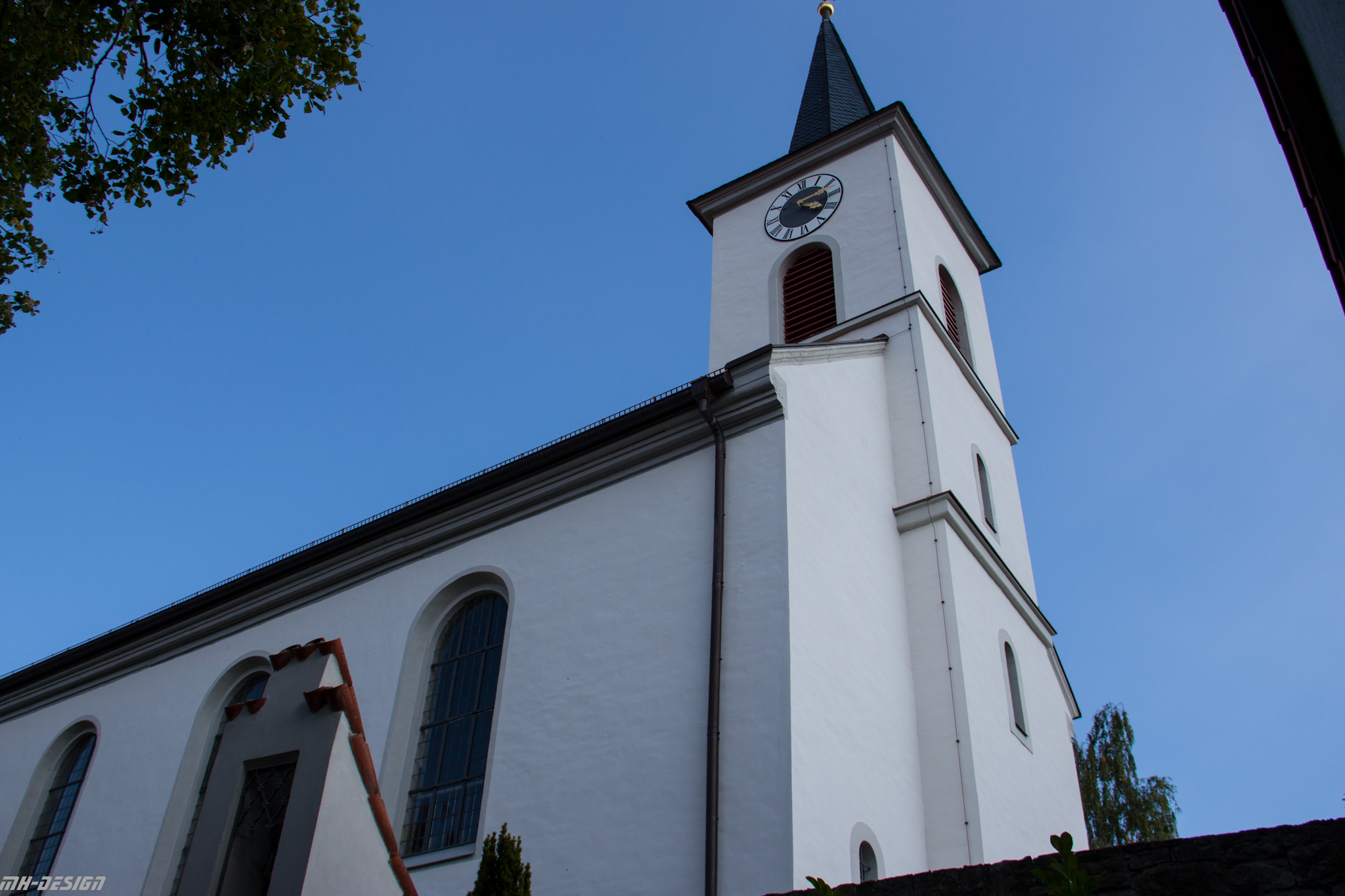
St. Georg
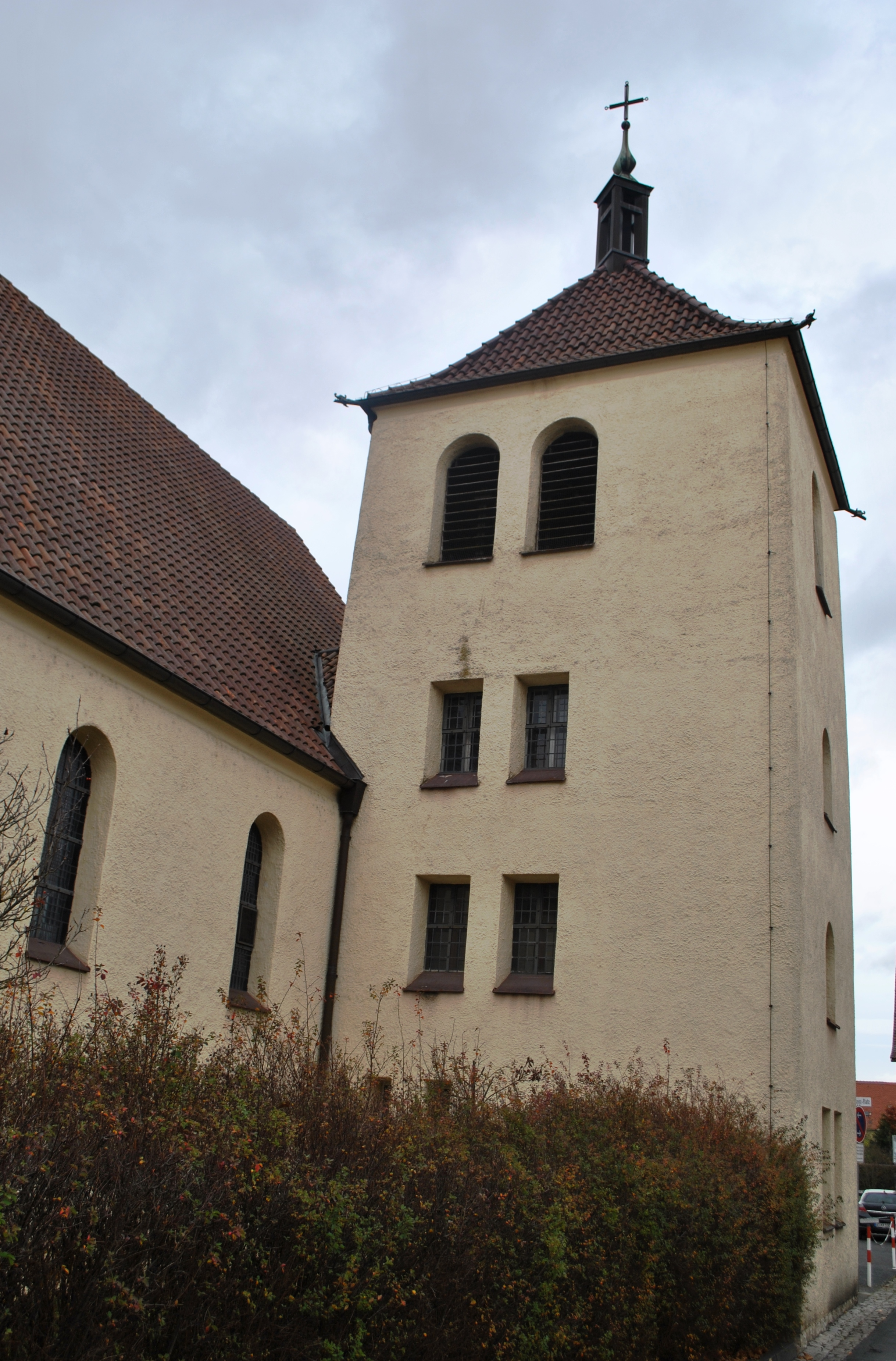
St. Vinzenz
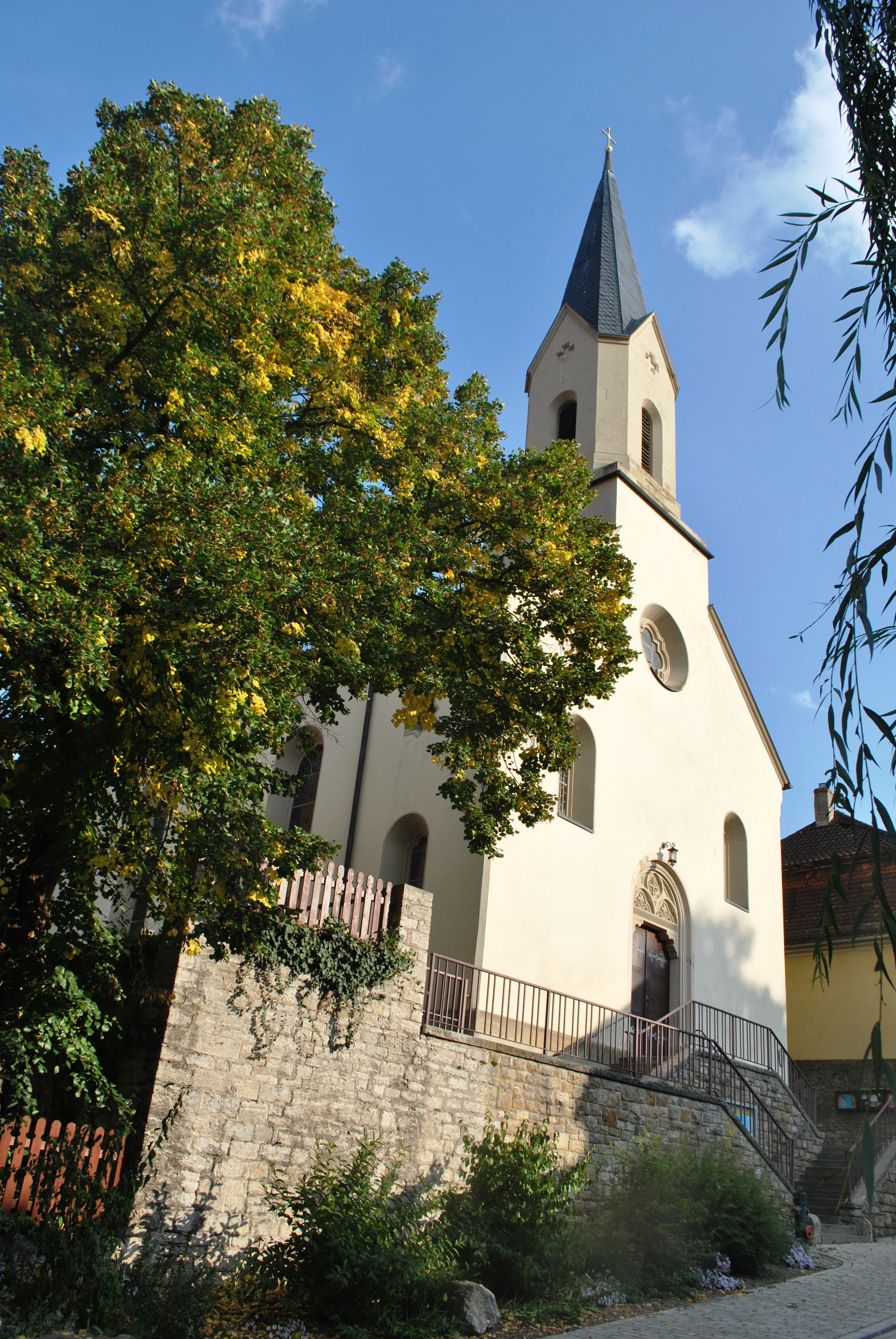
St. Ludwig
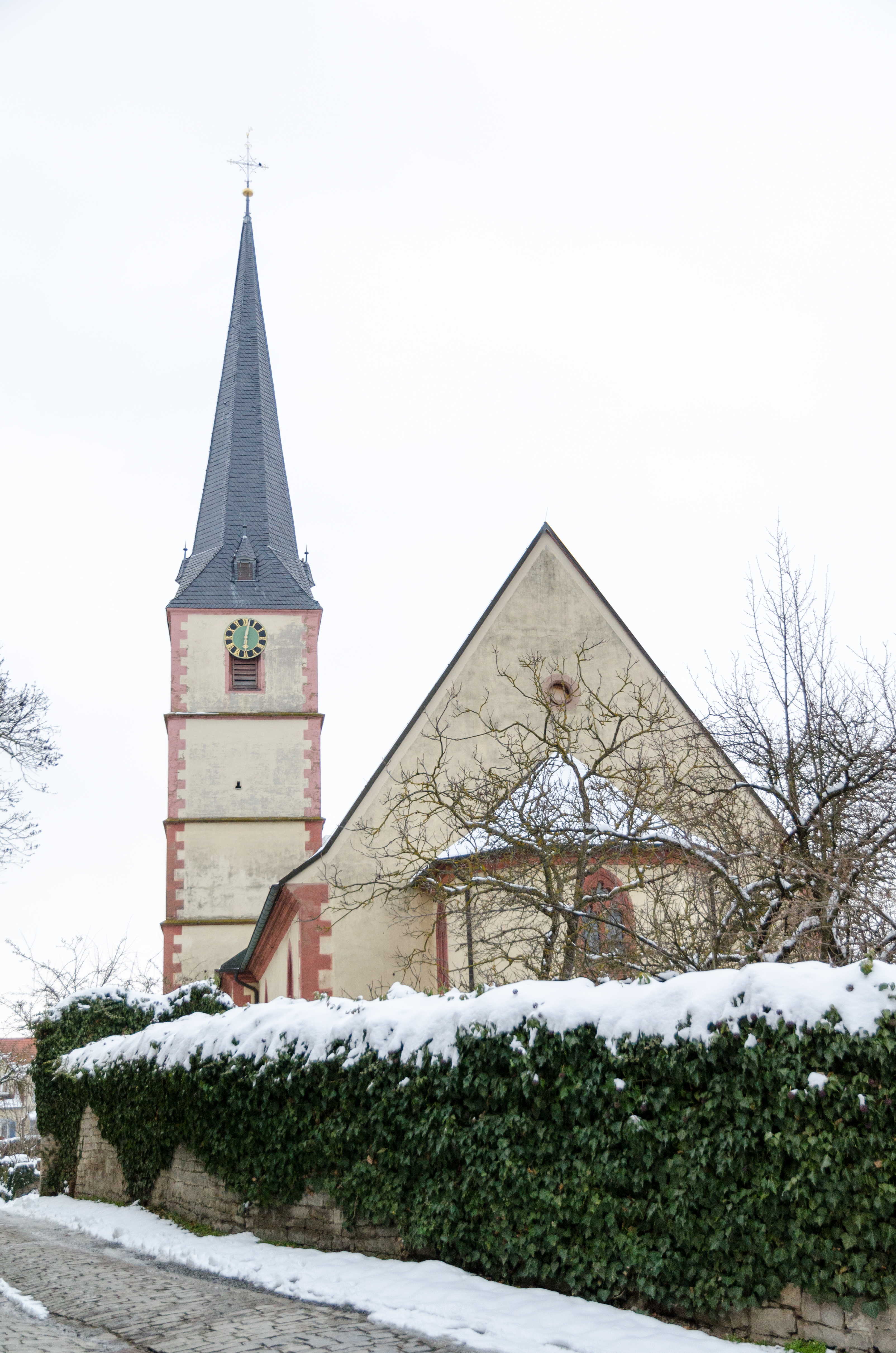
St. Sebastian
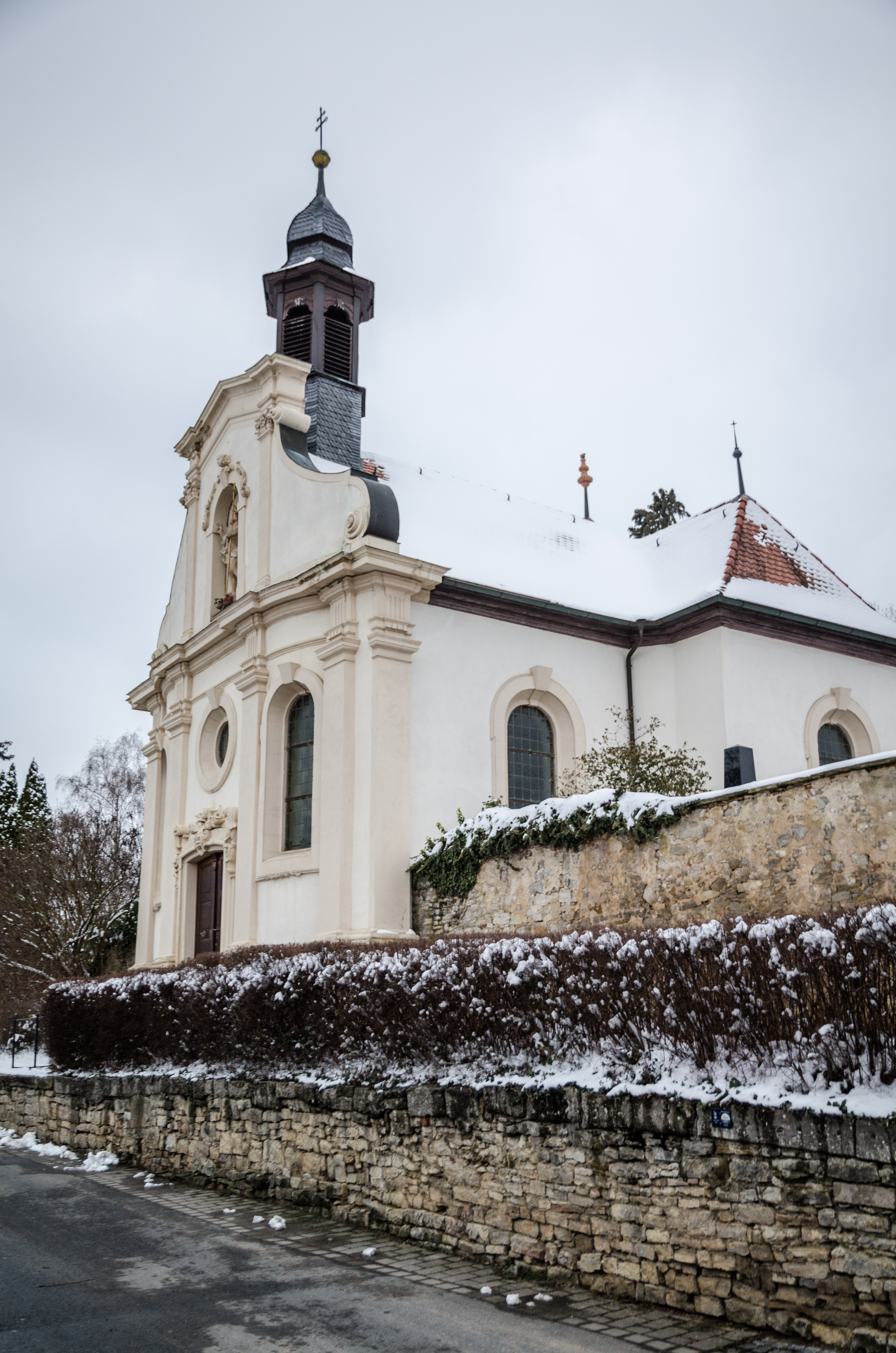
Kreuzkapelle (Sulzfeld am Main)

### Pastoraler Raum Schwarzach am Main – Sankt Benedikt

#### Pfarreiengemeinschaft Maininsel (Sommerach)
- Pfarrei St. Eucherius und Friedhofskapelle Sommerach
- Kuratie St. Laurentius Nordheim am Main

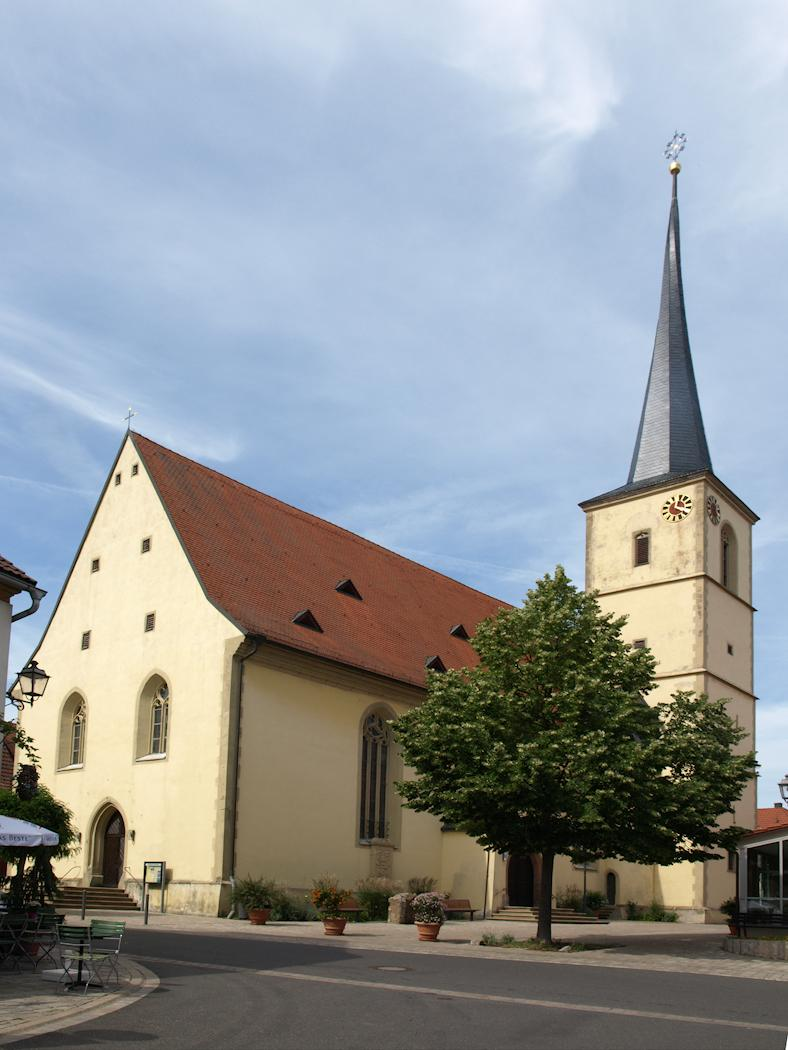
St. Eucherius
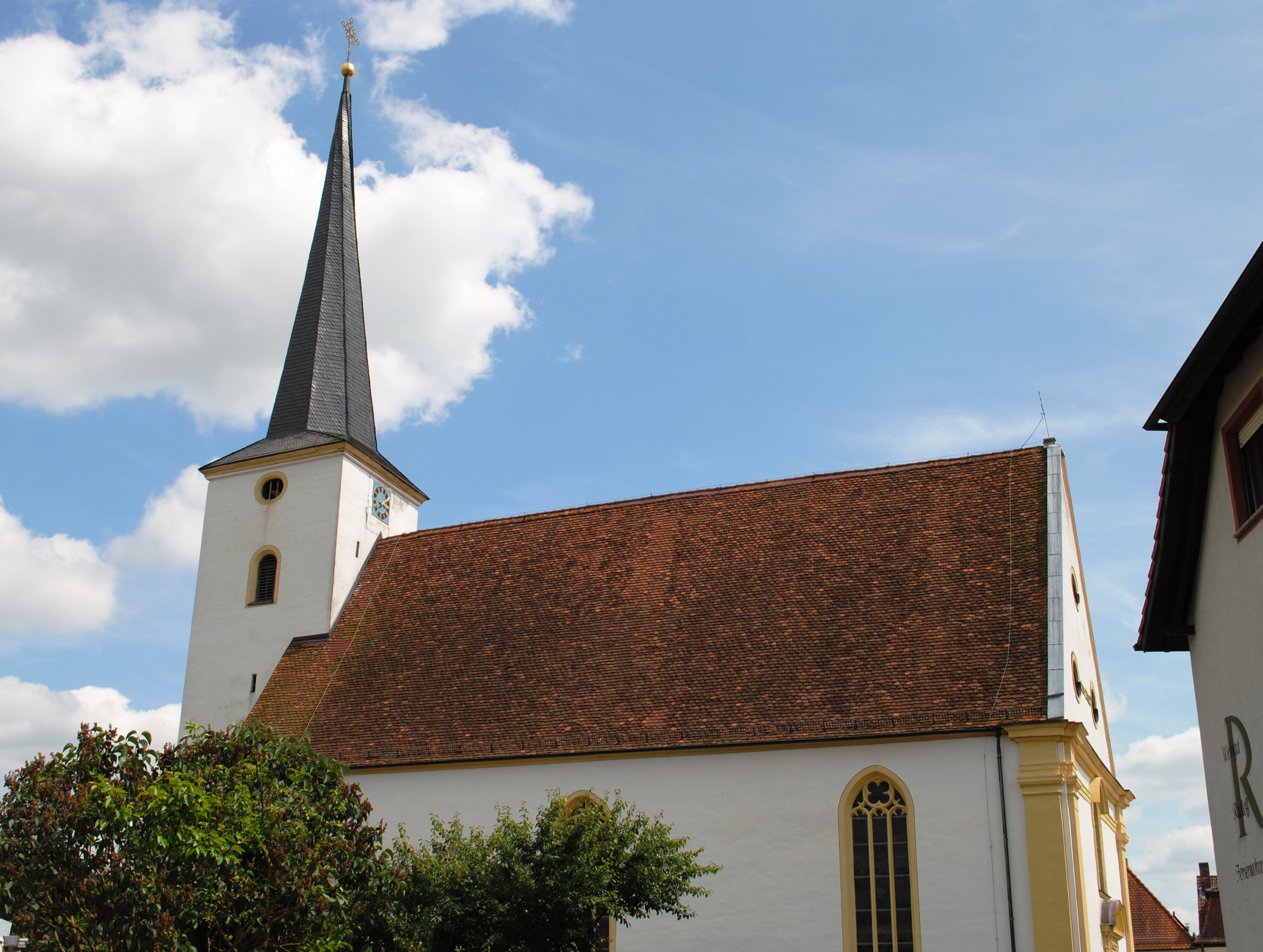
St. Laurentius
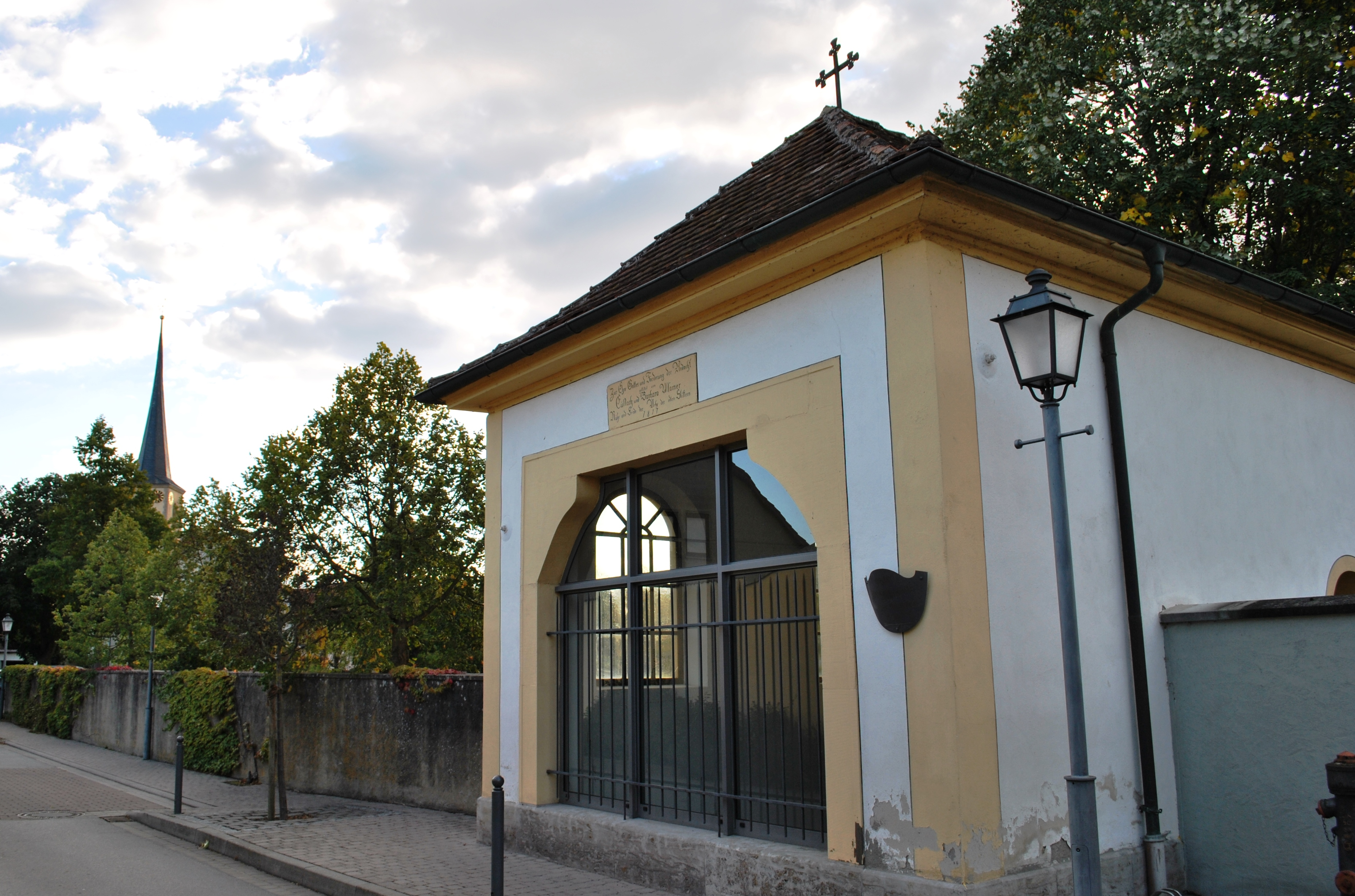
Friedhofskapelle

#### Pfarreiengemeinschaft St. Urban an der Mainschleife (Volkach)
- Pfarrei St. Bartholomäus Volkach, Wallfahrtskirche Maria im Weingarten
- Pfarrei St. Johannes Evangelist Astheim
- Pfarrei St. Johannes der Täufer Escherndorf mit St. Andreas (Köhler), Maria Schutz Kloster Vogelsburg
- Pfarrei St. Johannes der Täufer Fahr

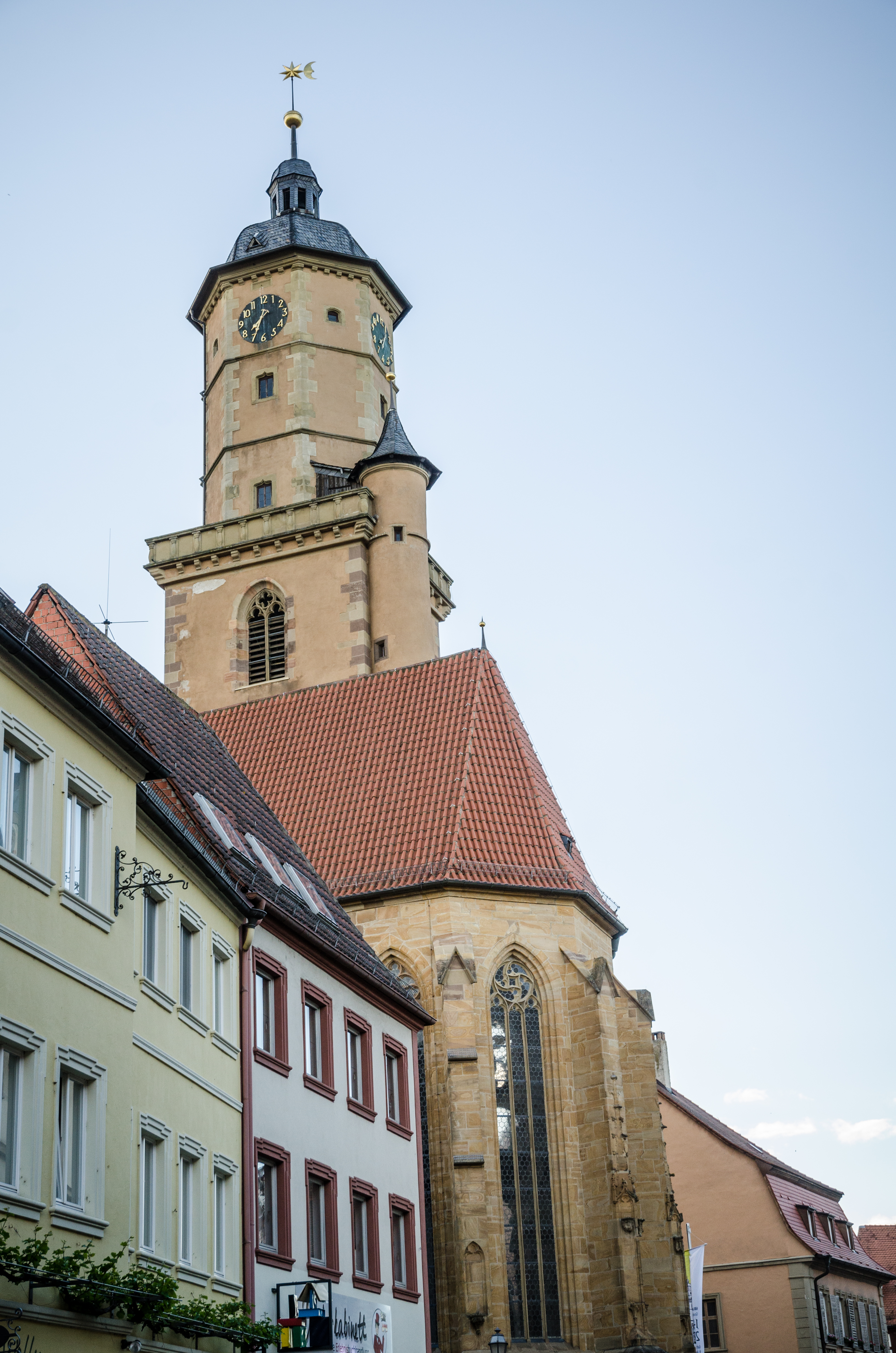
St. Bartholomäus
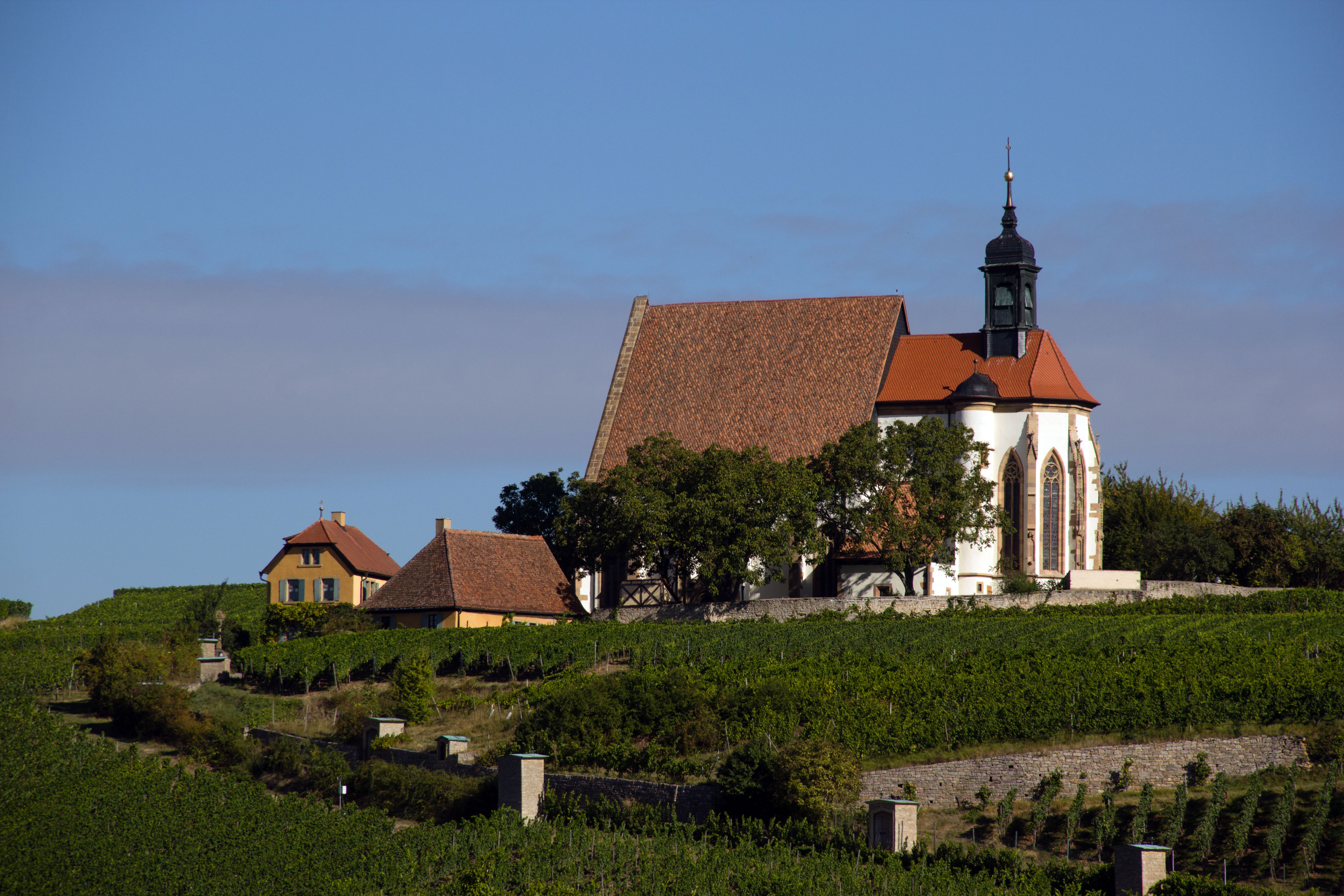
Maria im Weingarten
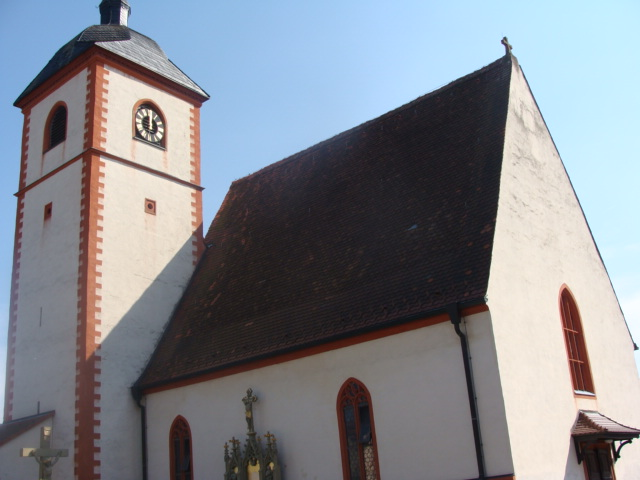
St. Johannes Evangelist
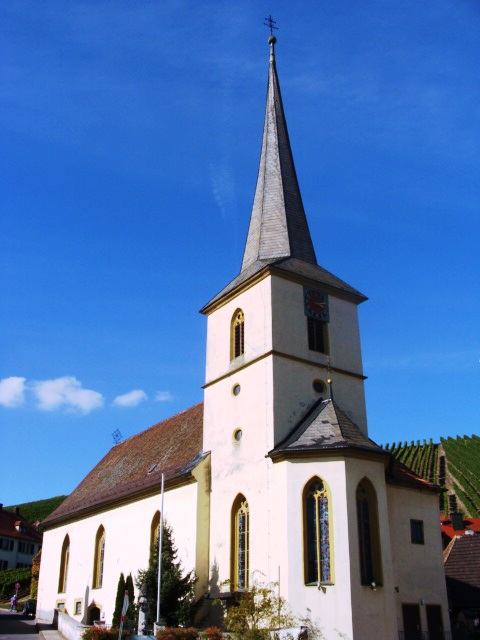
St. Johannes der Täufer
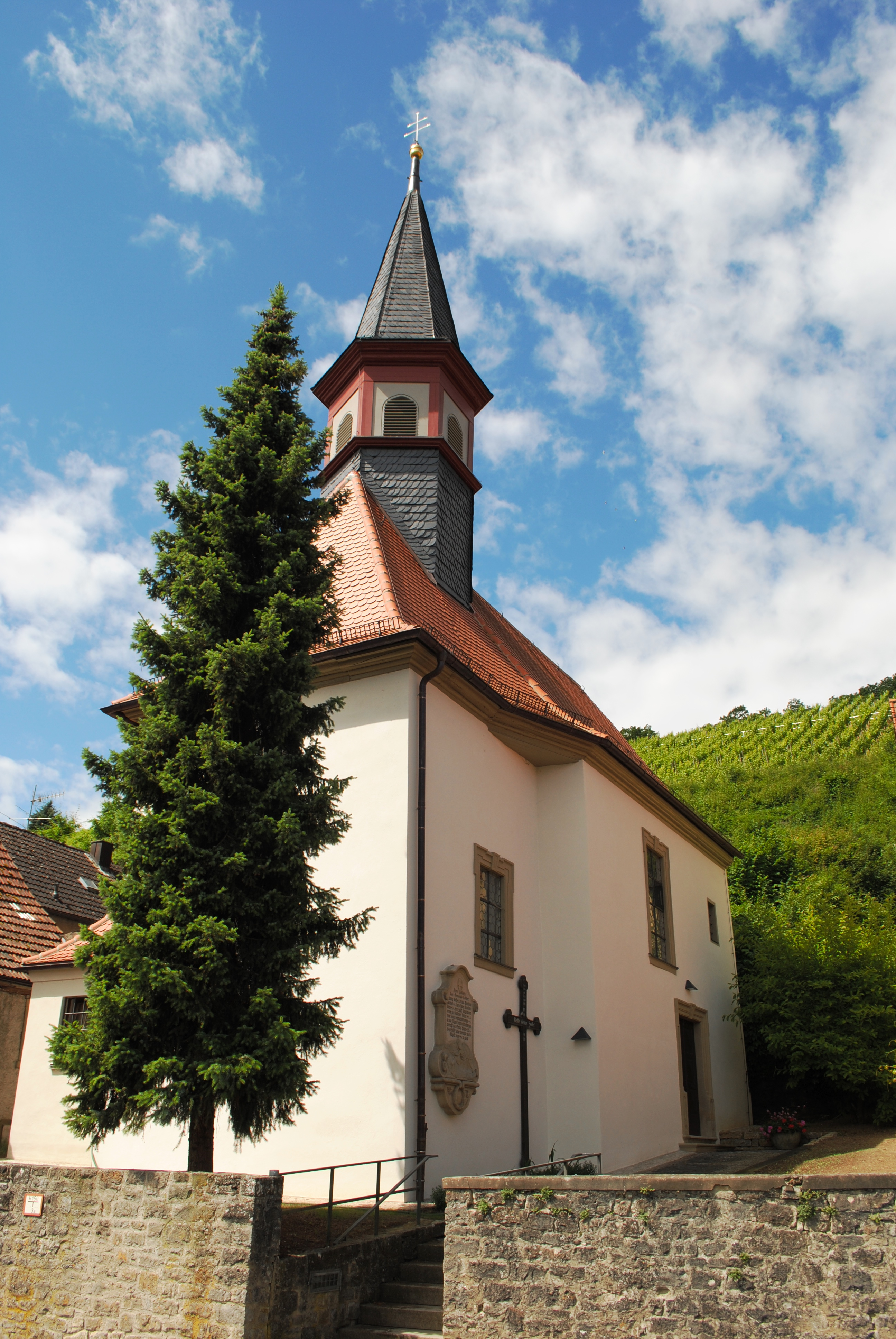
St. Andreas
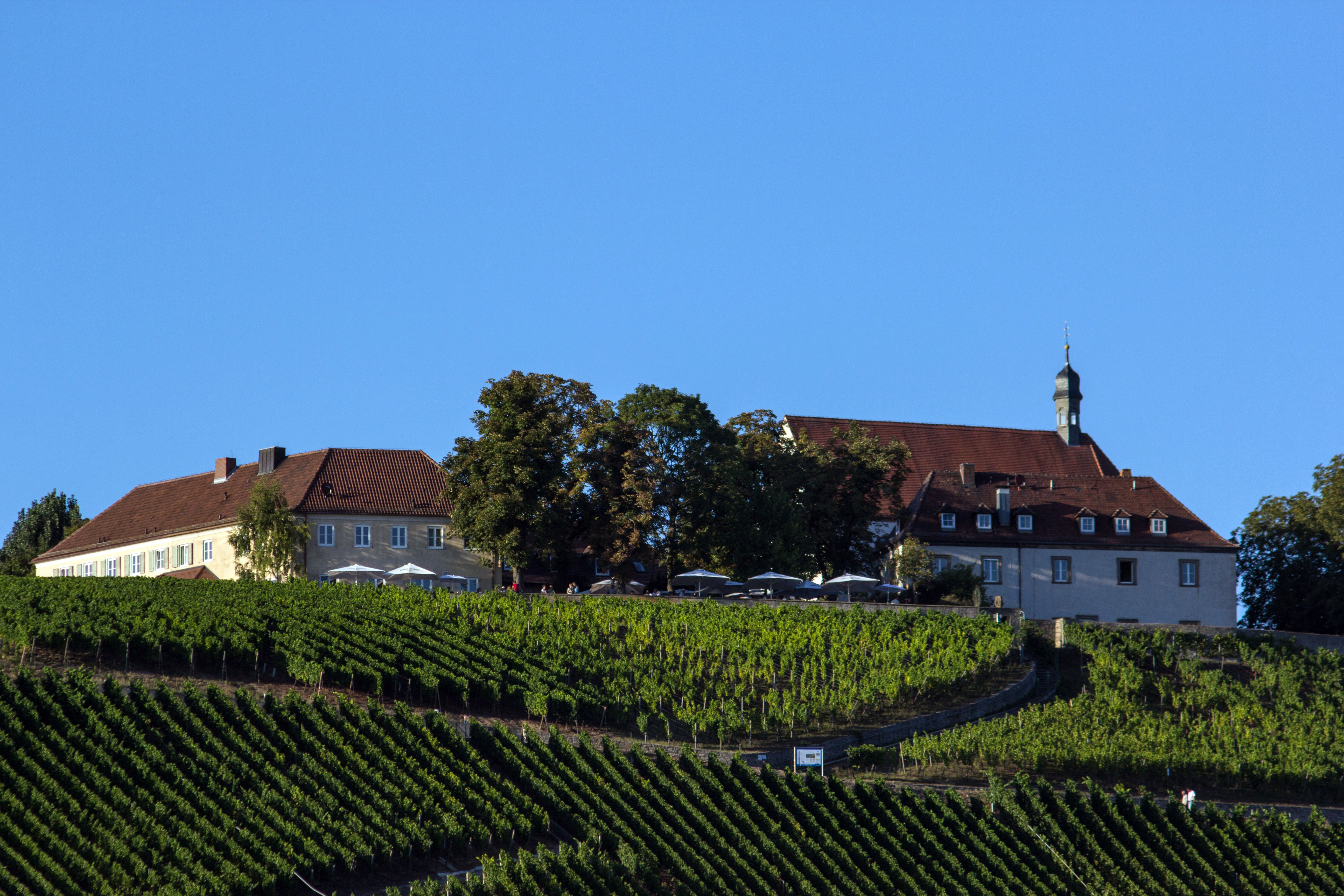
Maria Schutz
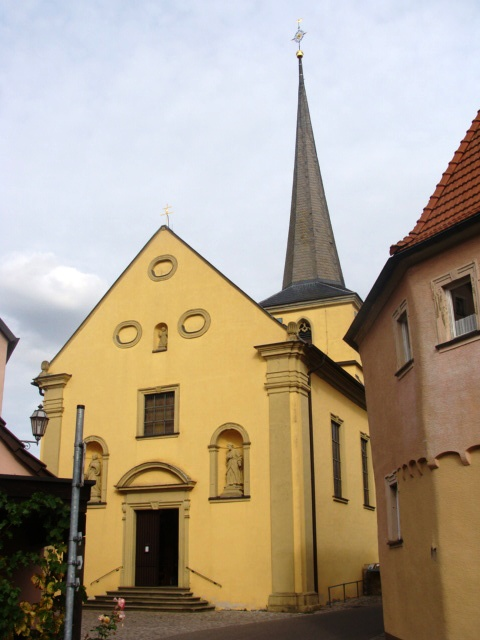
St. Johannes der Täufer

#### Pfarreiengemeinschaft Obere Volkach – St. Urban (Obervolkach)
- Pfarrei St. Nikolaus Obervolkach
- Pfarrei Allerheiligste Dreifaltigkeit Gaibach, Hl. Kreuzkapelle (Gaibach)
- Pfarrei St. Georg Rimbach

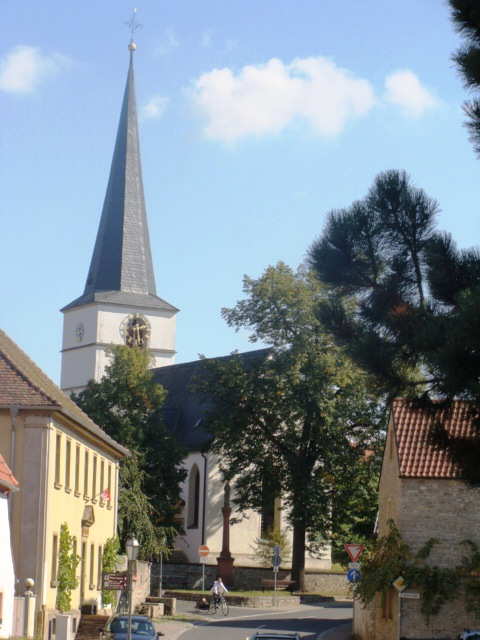
St. Nikolaus
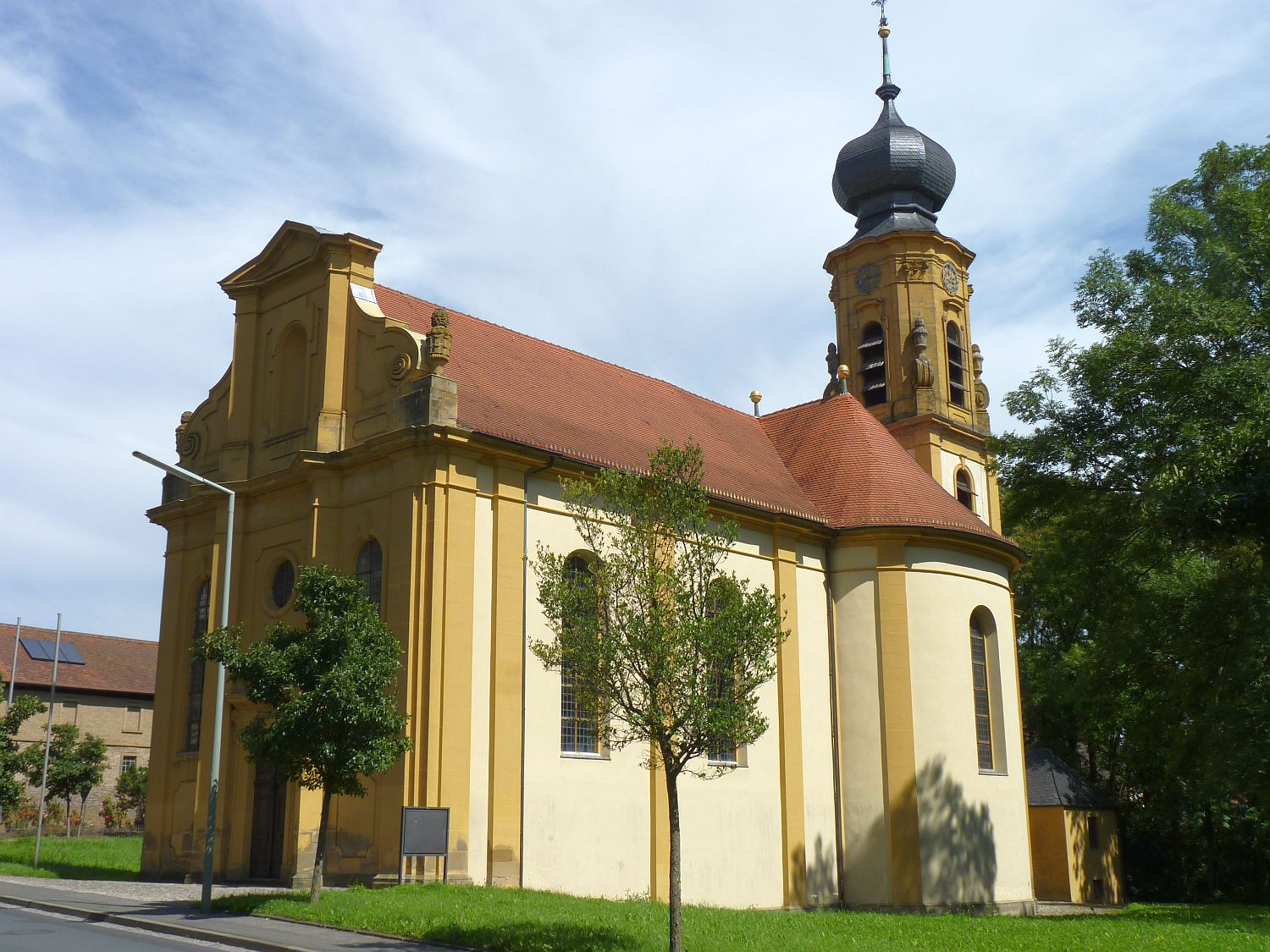
Allerheiligste Dreifaltigkeit
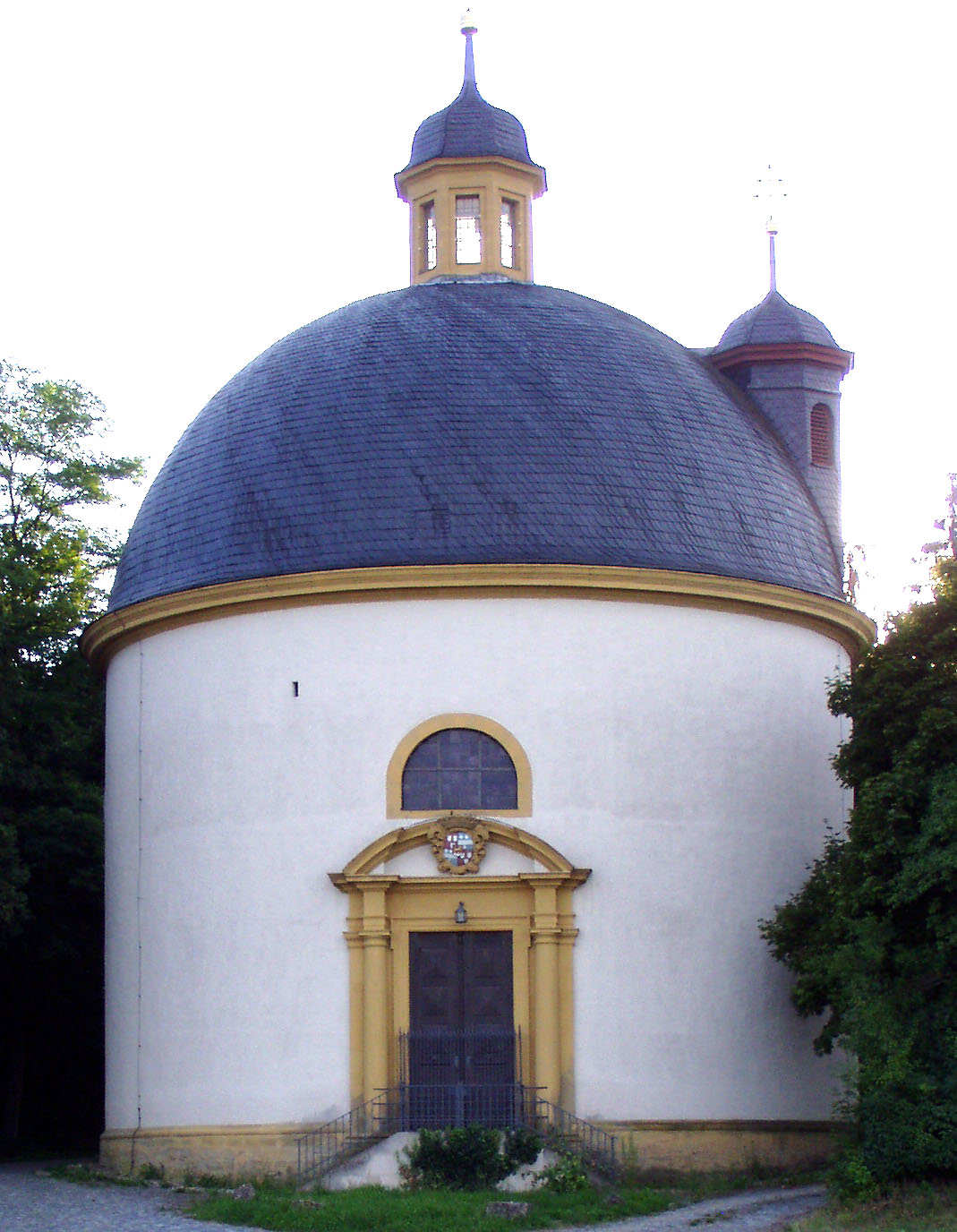
Hl. Kreuzkapelle
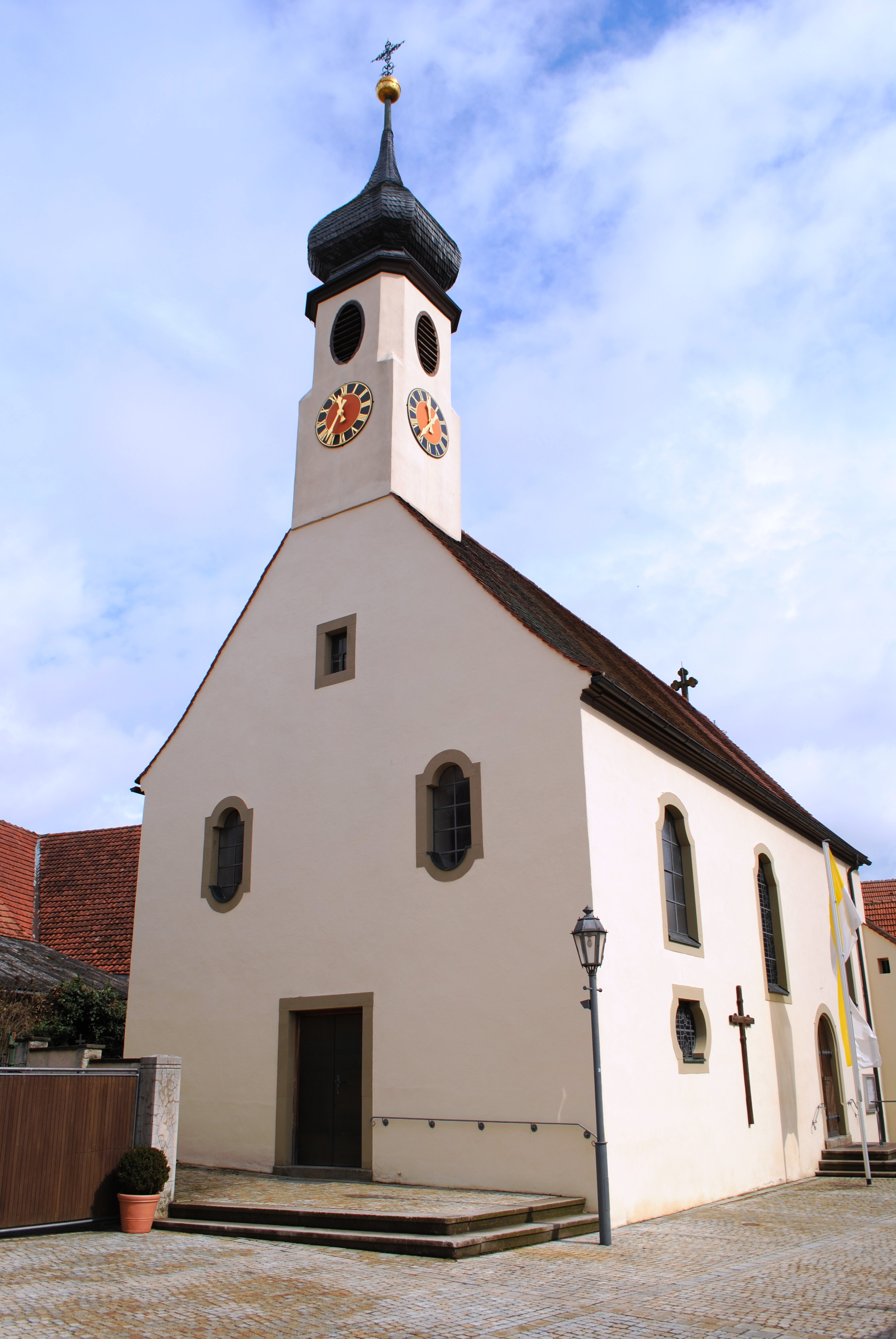
St. Georg

#### Pfarreiengemeinschaft Stadtschwarzach, Schwarzenau, Reupelsdorf (Schwarzach)
- Pfarrei Heiligkreuz,  Stadtschwarzach mit St. Michael Düllstadt, St. Ägidius Gerlachshausen, St. Vitus Hörblach, Klosterkirche Münsterschwarzach
- Pfarrei St. Sebastian Reupelsdorf mit Mariä im Rosenkranz Dimbach
- Pfarrei St. Laurentius Schwarzenau

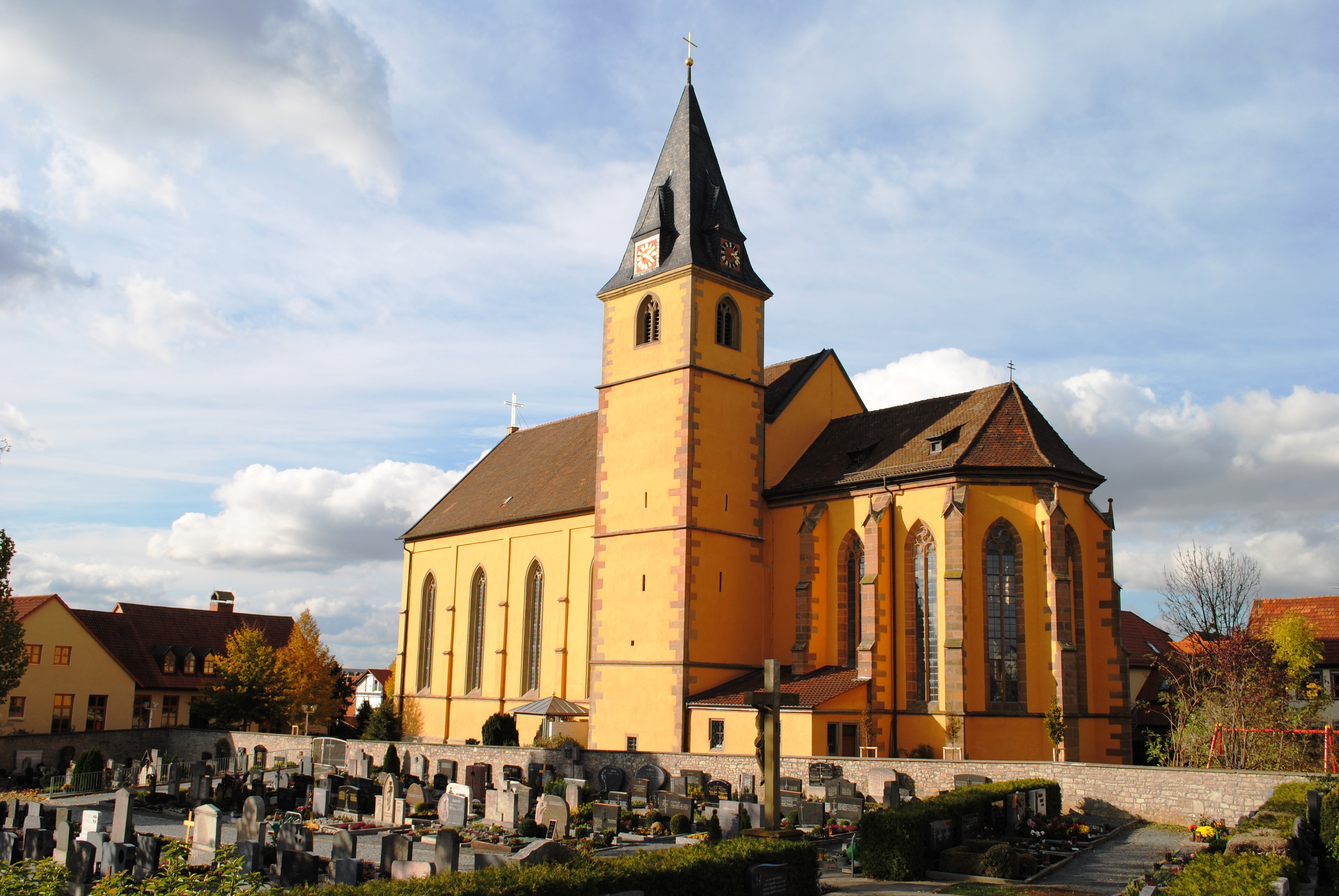
Heilig Kreuz
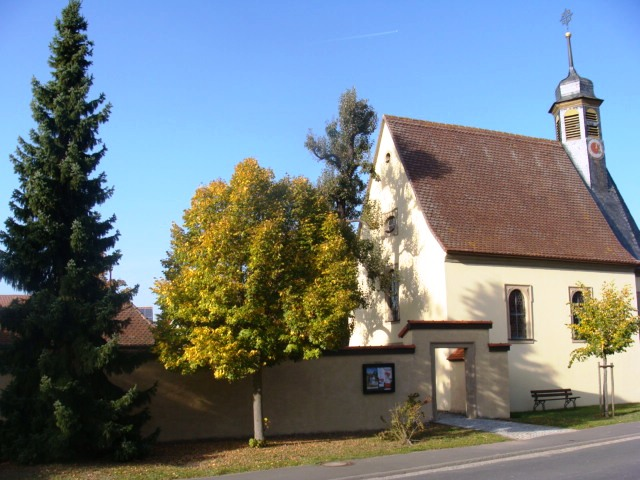
St. Michael
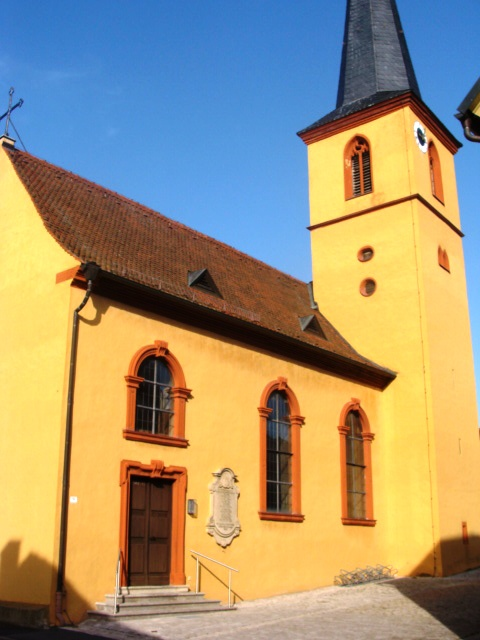
St. Ägidius
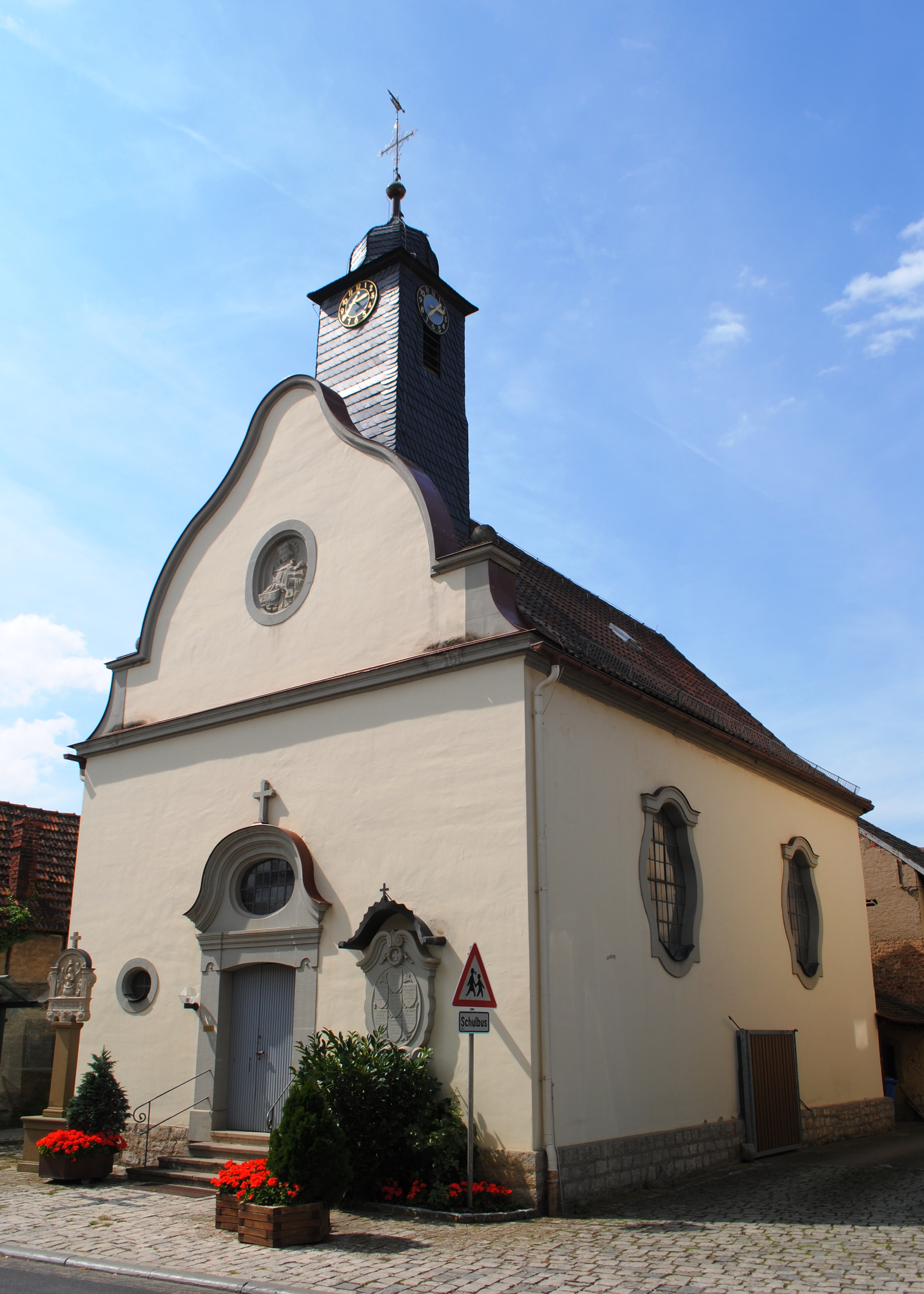
St. Vitus
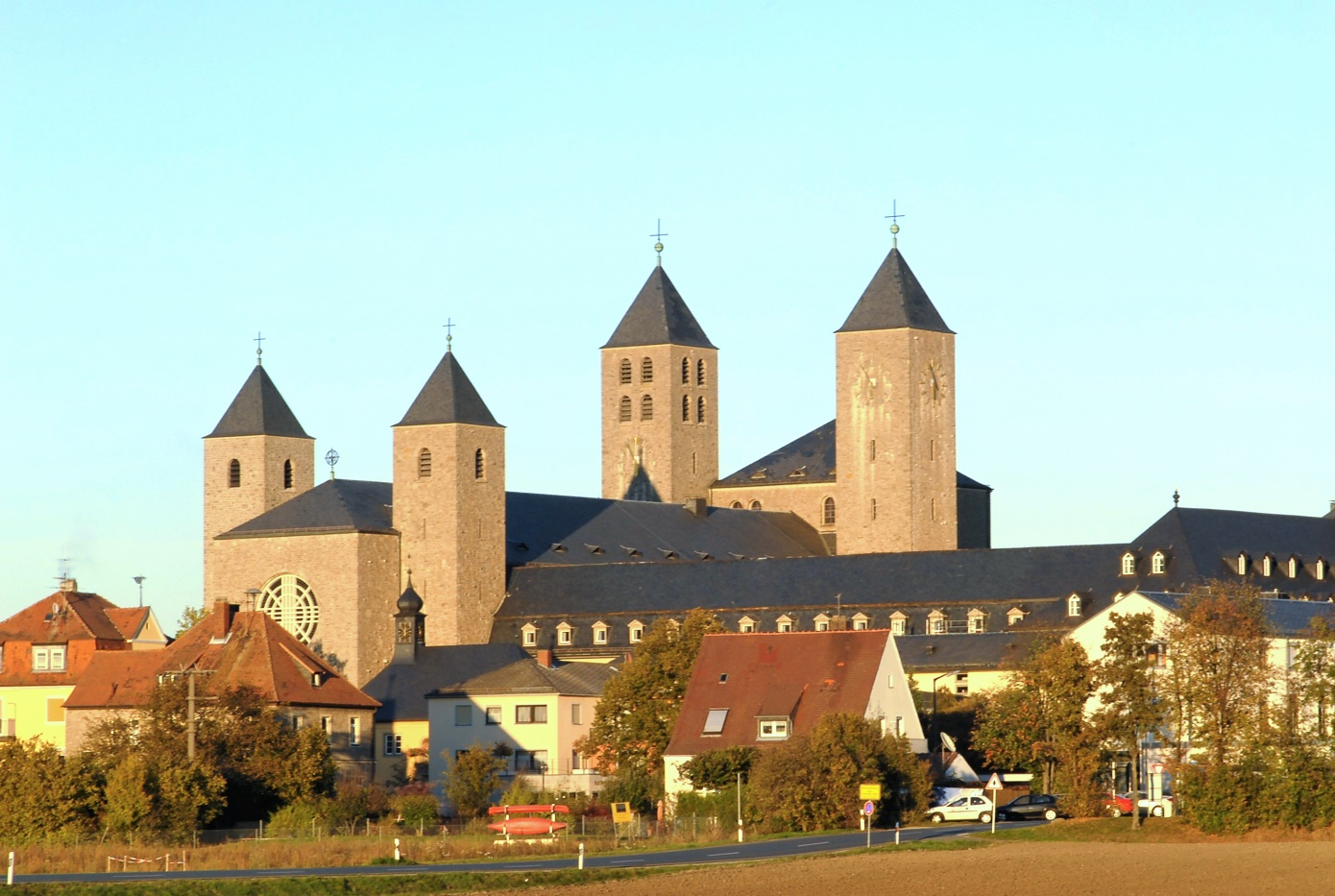
Abtei Münsterschwarzach
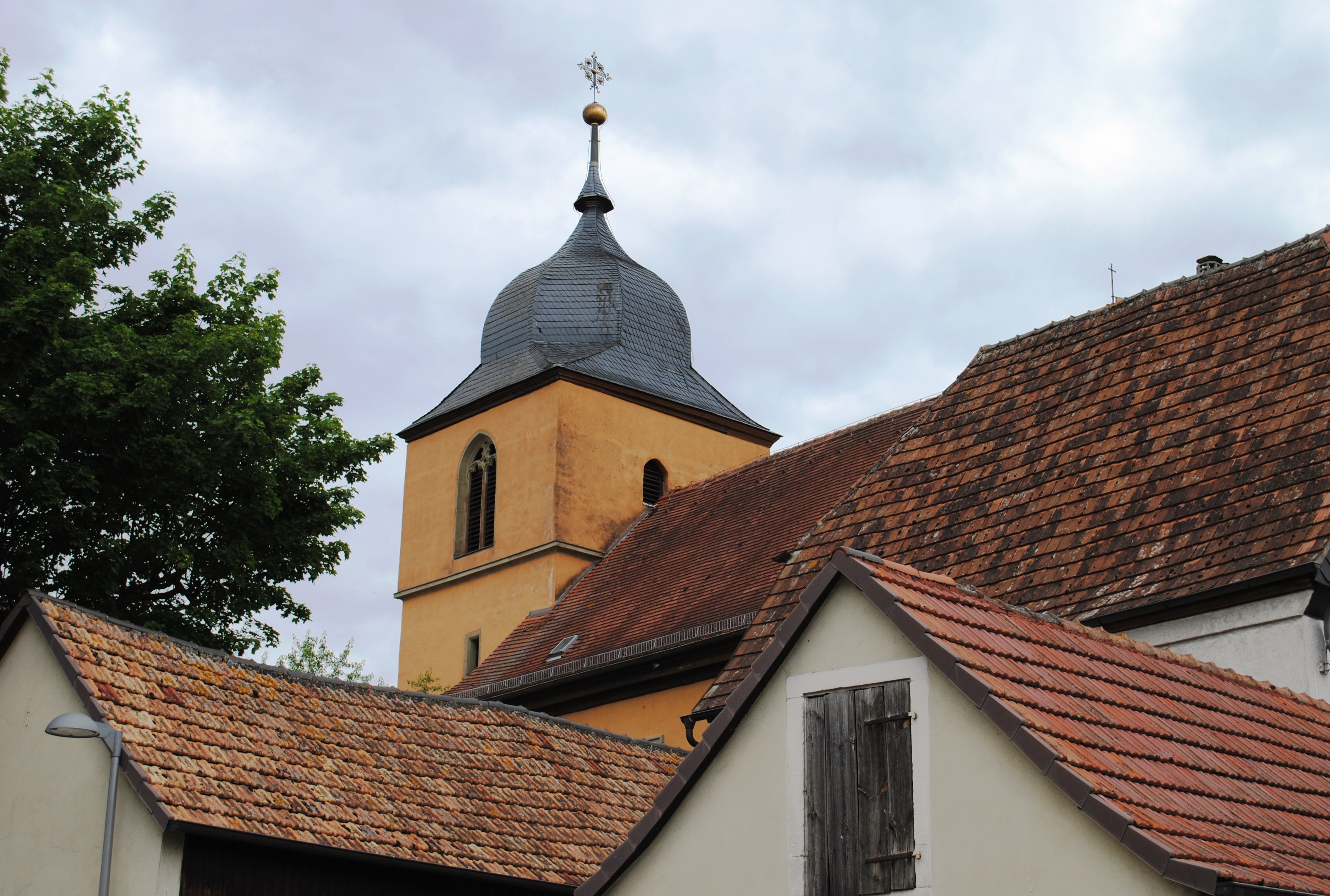
St. Sebastian
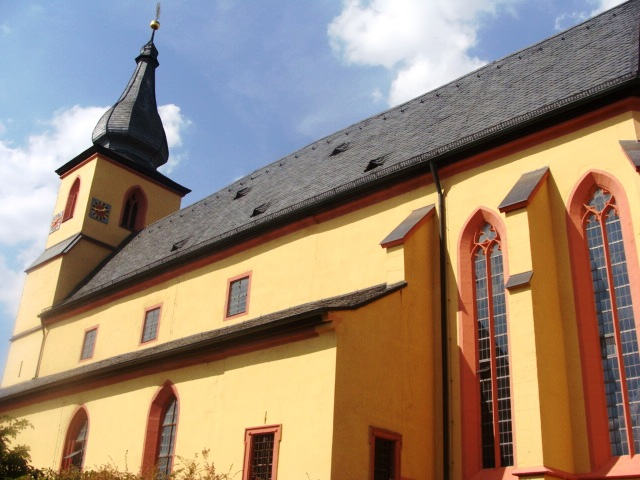
Maria im Rosenkranz
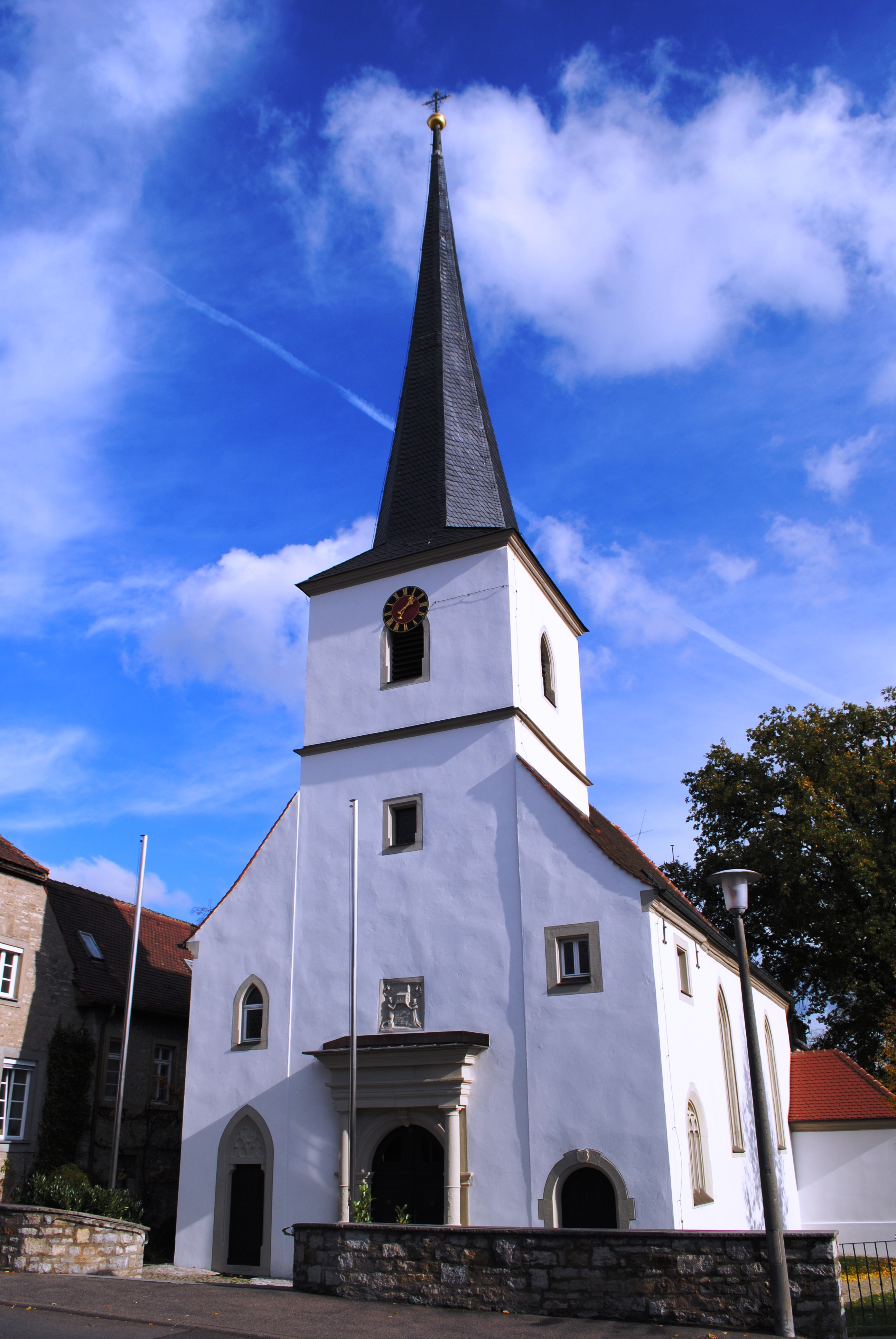
St. Laurentius

#### Pfarreiengemeinschaft Großlangheim – Rödelsee
- Pfarrei St. Jakobus der Ältere Großlangheim mit Antoniuskapelle Großlangheim, St. Kilian Atzhausen. St. Hedwig Kleinlangheim
- Pfarrei St. Bartholomäus Rödelsee mit St. Johannes der Täufer Mainbernheim

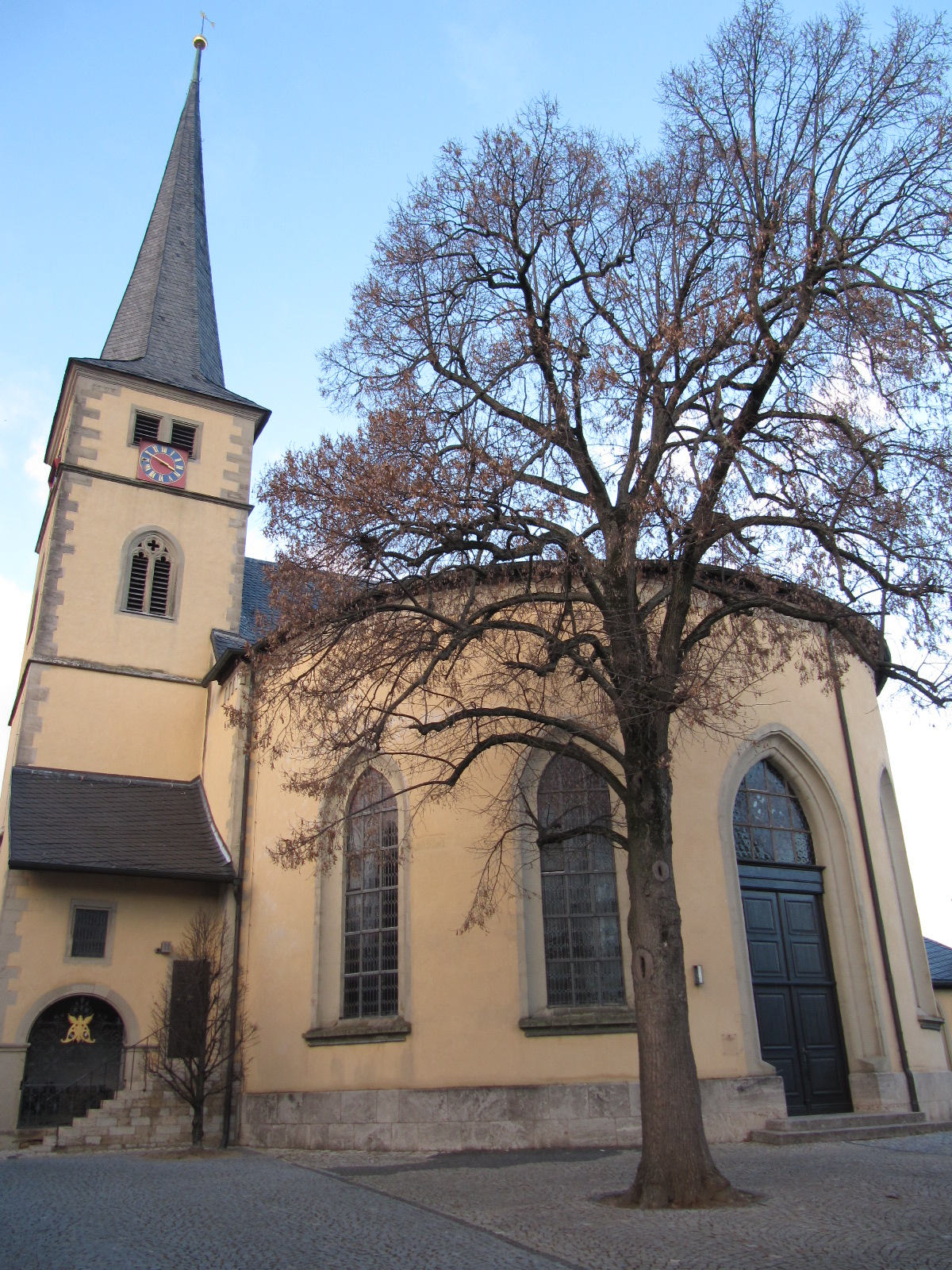
St. Jakobus der Ältere
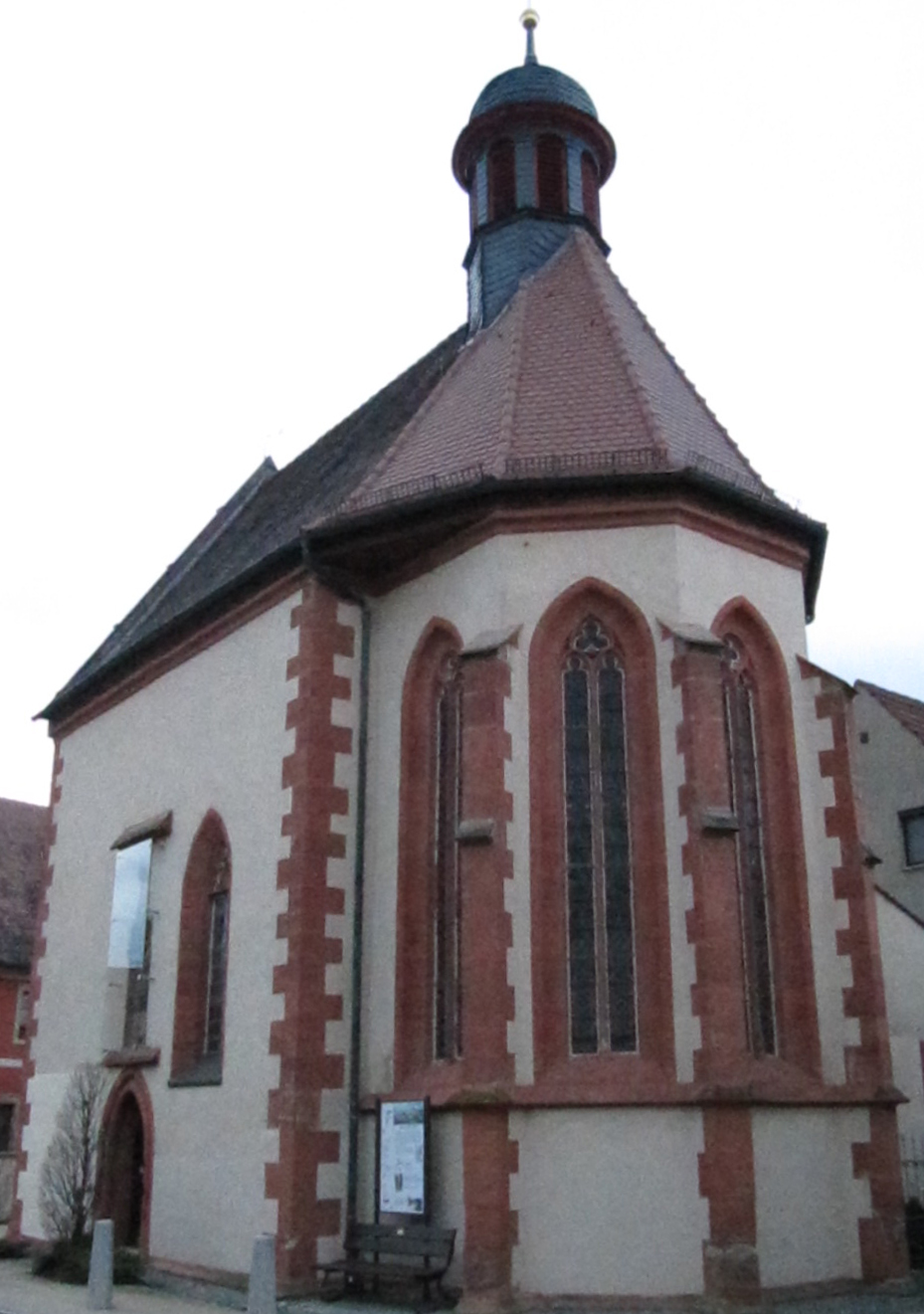
Antoniuskapelle
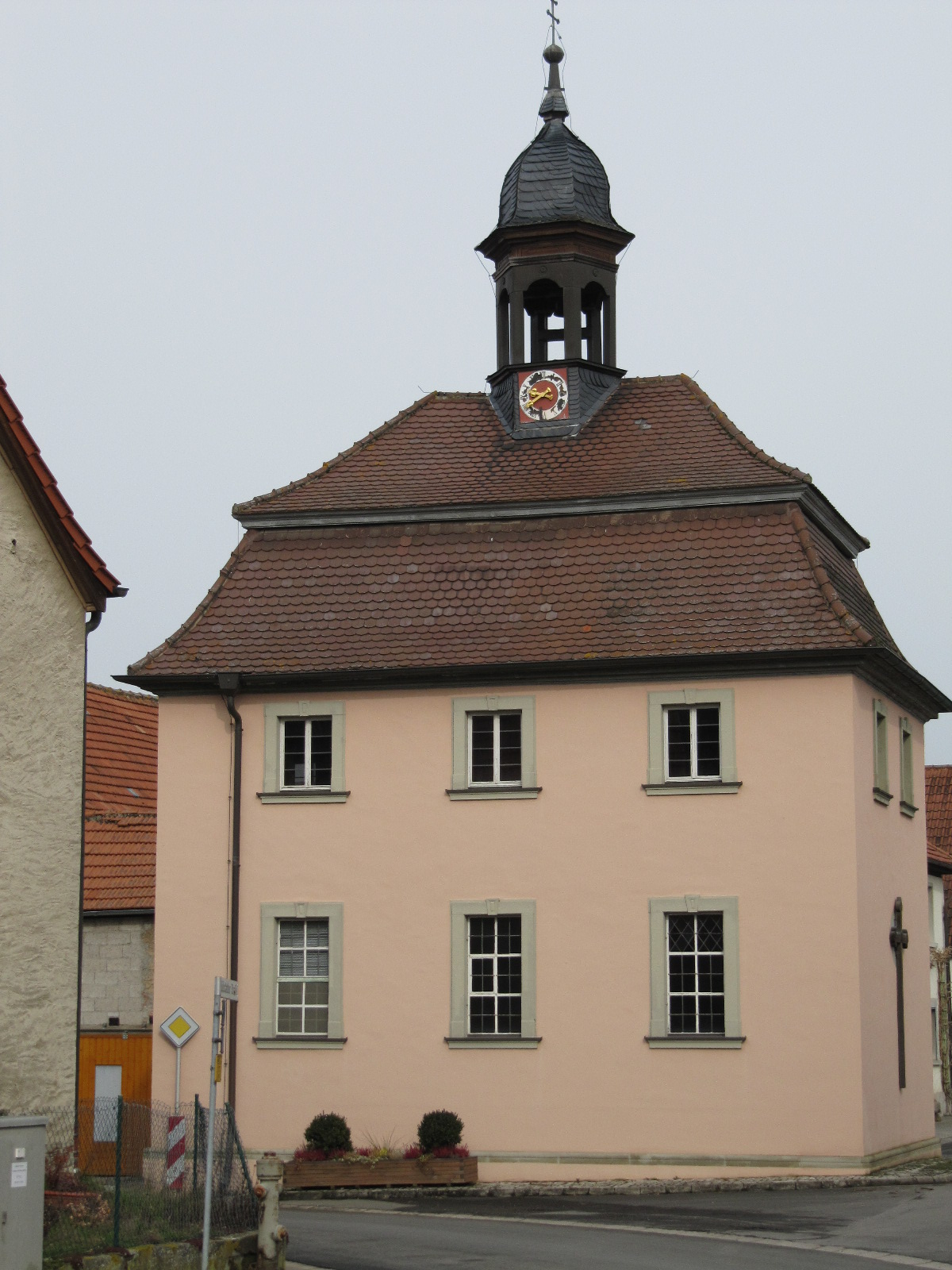
St. Kilian
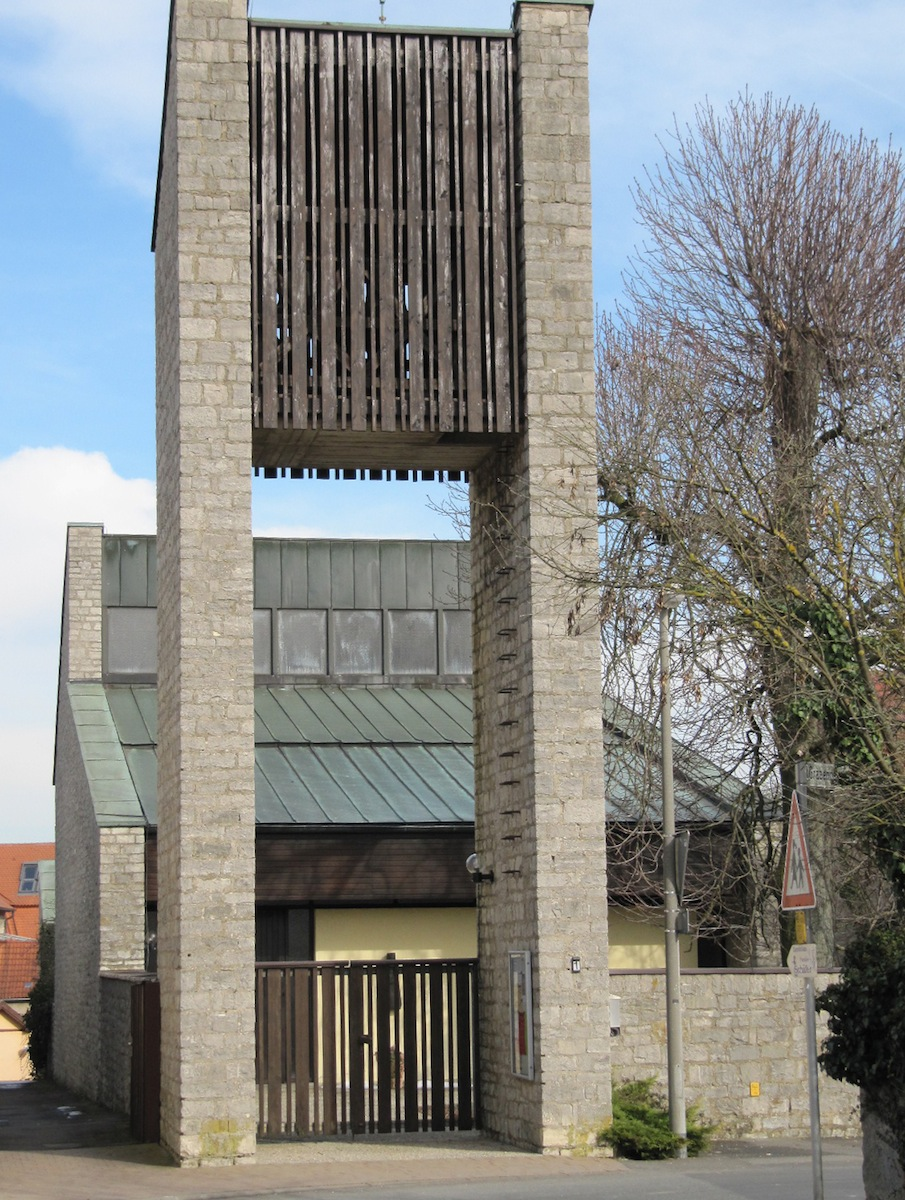
St. Hedwig
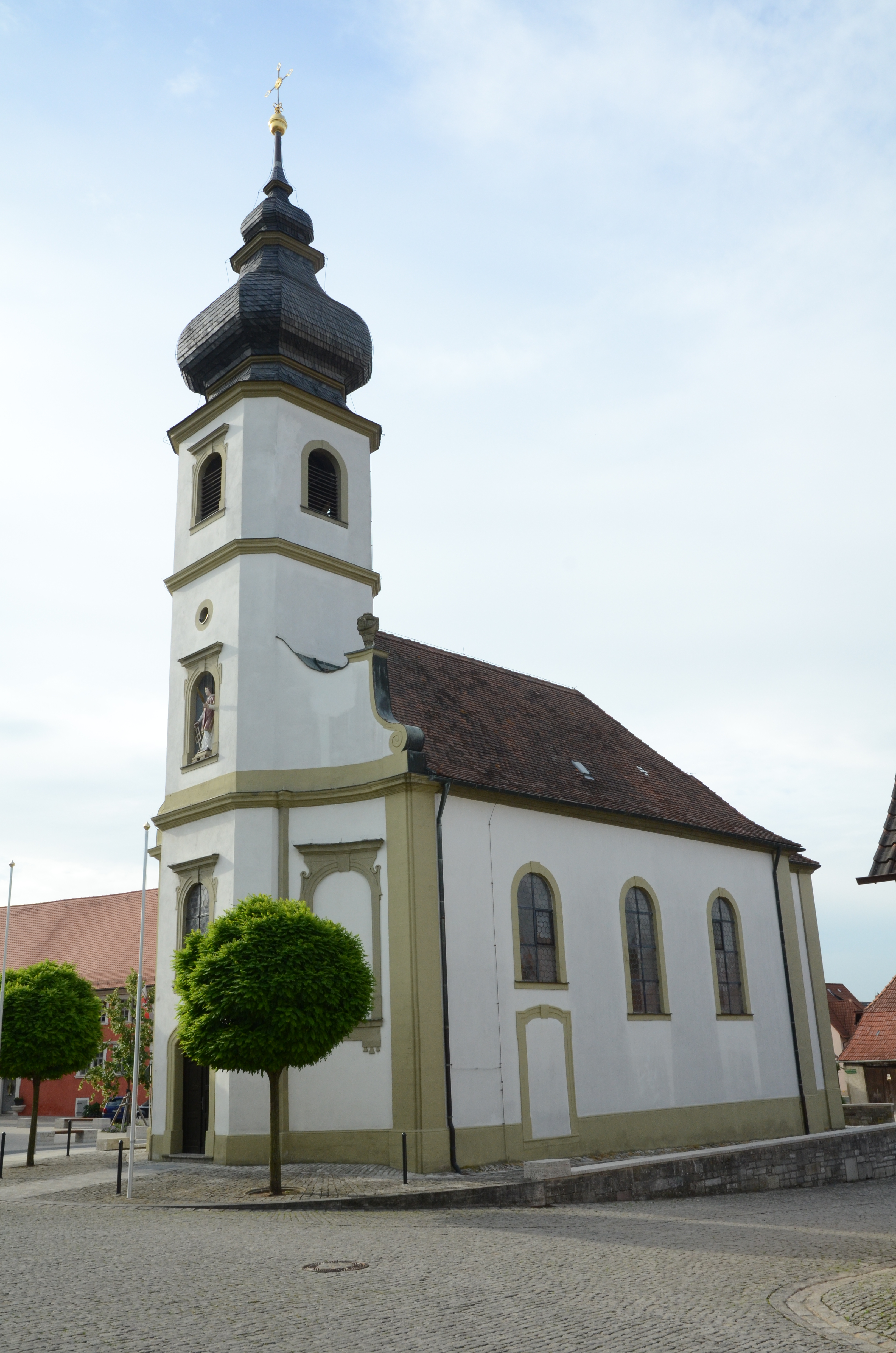
St. Bartholomäus
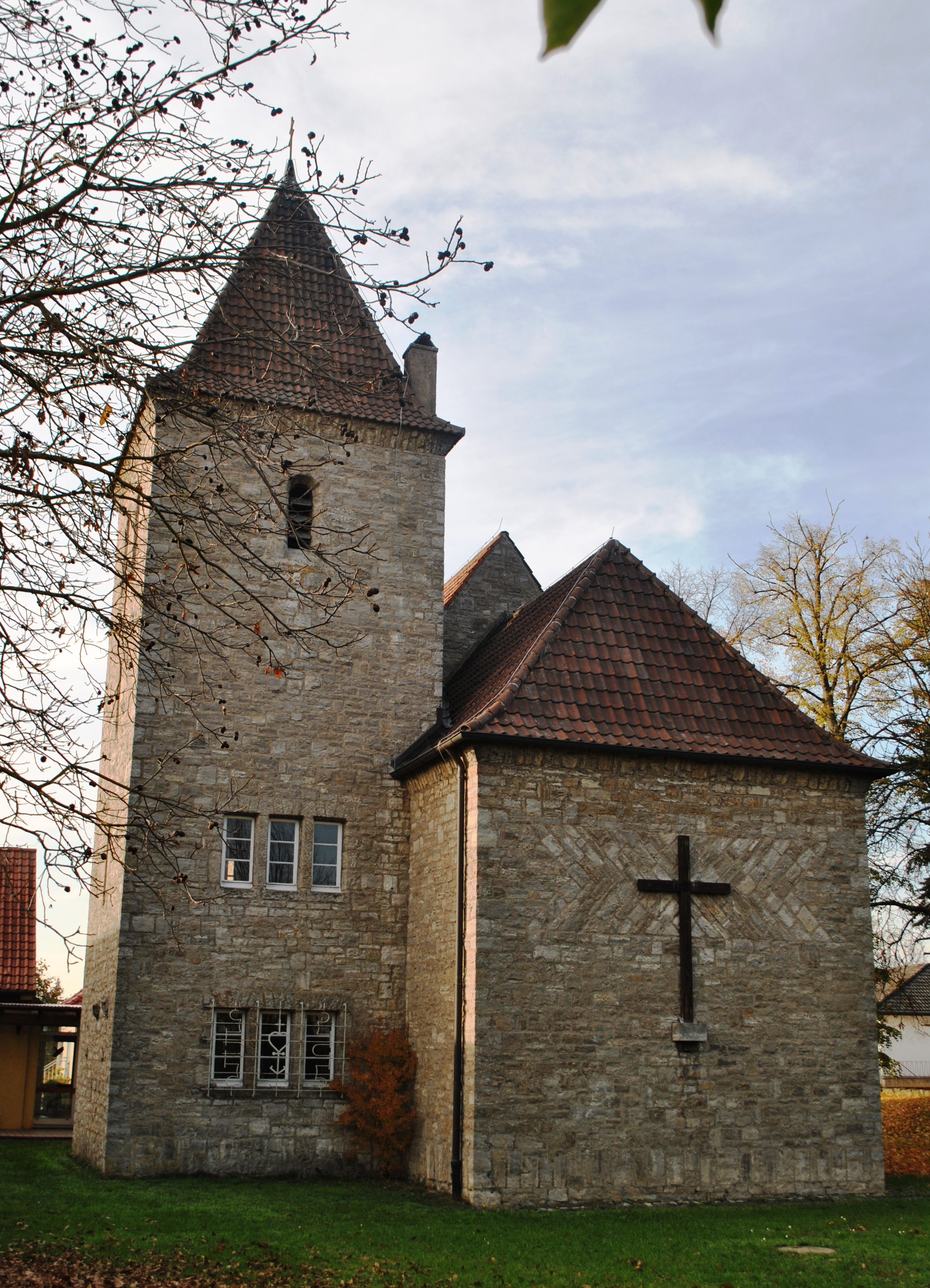
St. Johannes der Täufer

#### Pfarreiengemeinschaft Kirchschönbach – Stadelschwarzach – Wiesentheid
- Pfarrei St. Jakobus der Ältere Kirchschönbach mit Kreuzkapelle Kirchschönbach, St. Andreas Geesdorf, St. Thekla und St. Lioba Prichsenstadt
- Pfarrei St. Bartholomäus Stadelschwarzach mit St. Antonius von Padua Järkendorf, St. Nikolaus Laub und St. Michael Neuses am Sand
- Pfarrei St. Mauritius Wiesentheid mit St. Barbara Untersambach

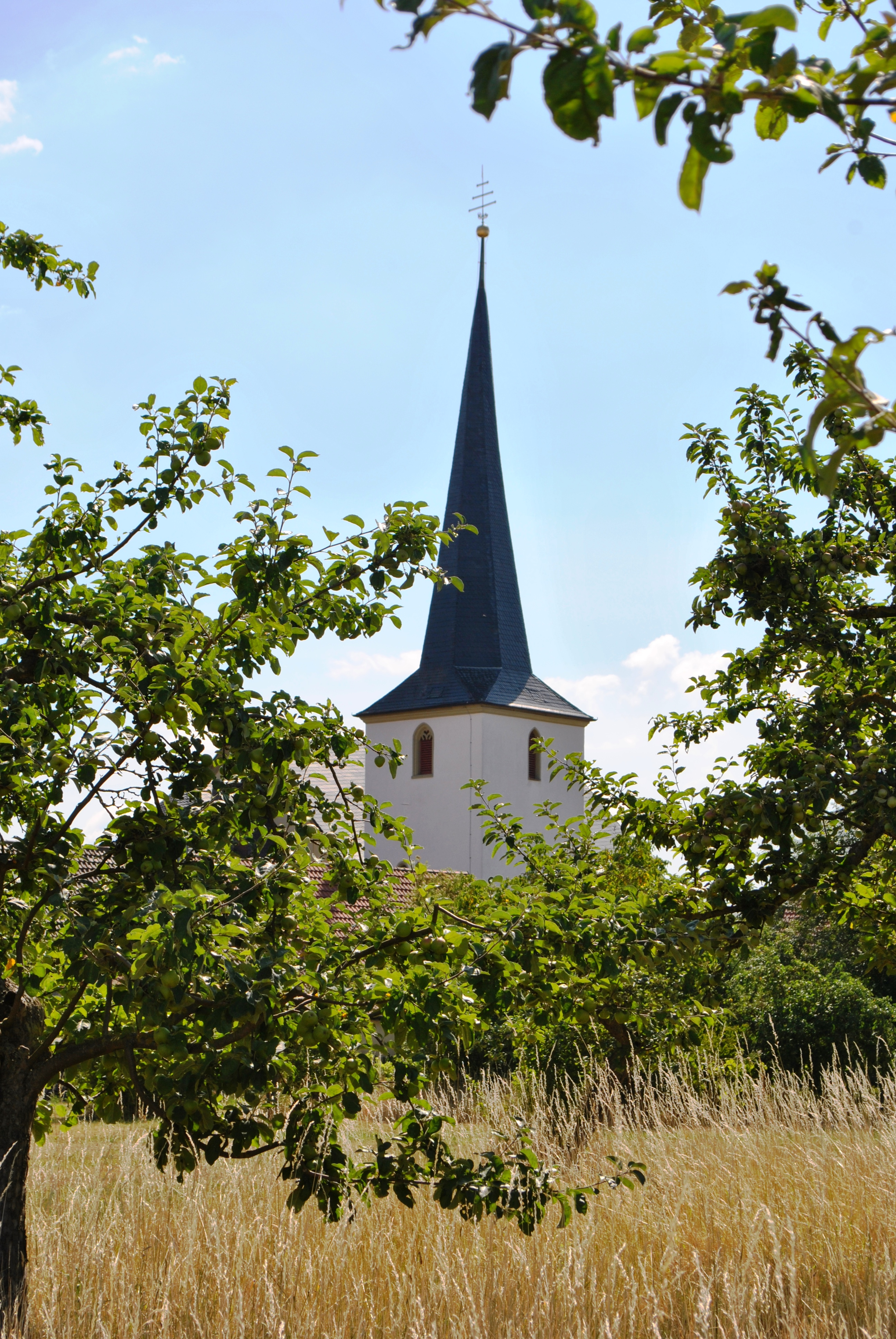
St. Jakobus der Ältere
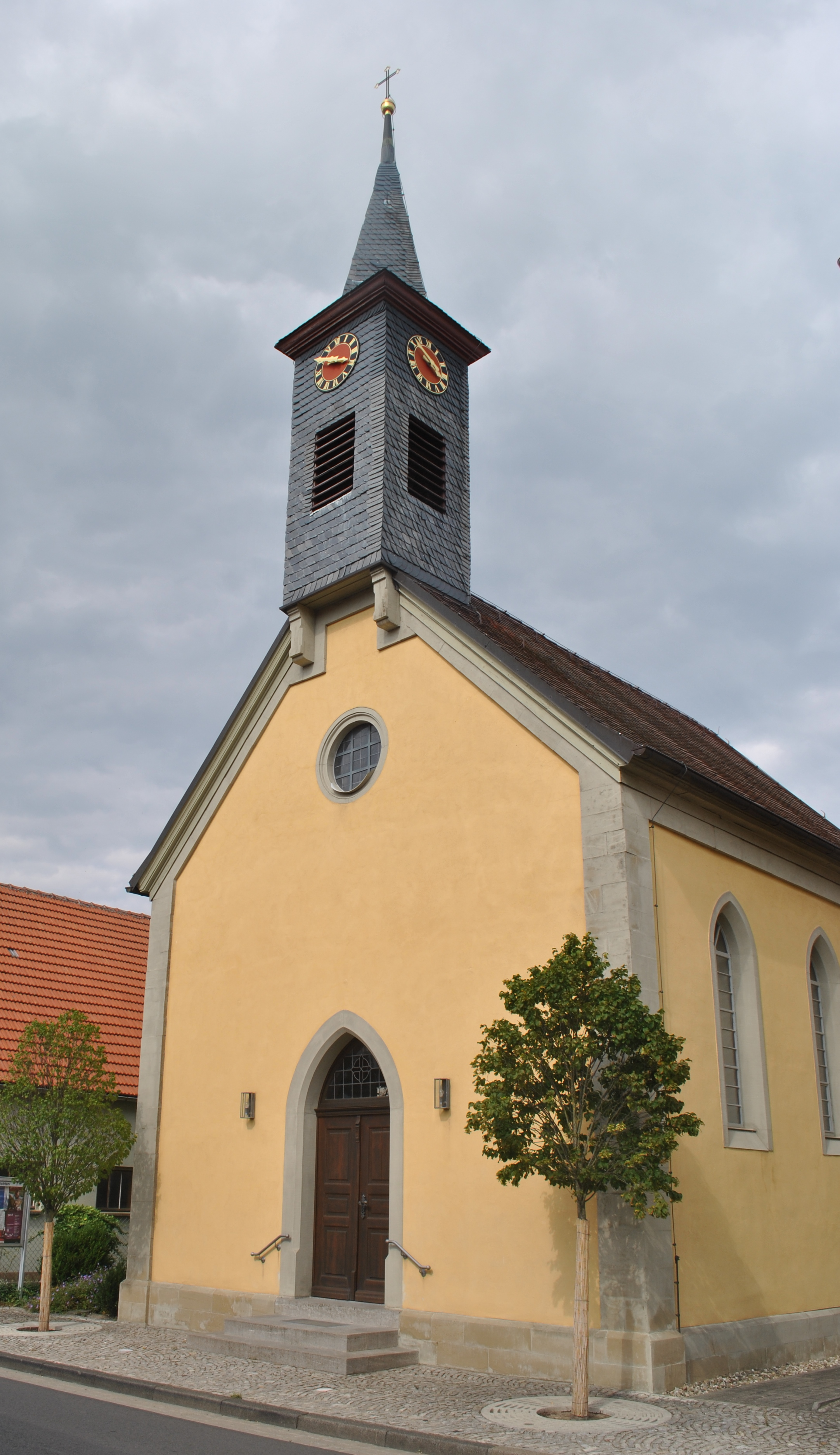
St. Andreas
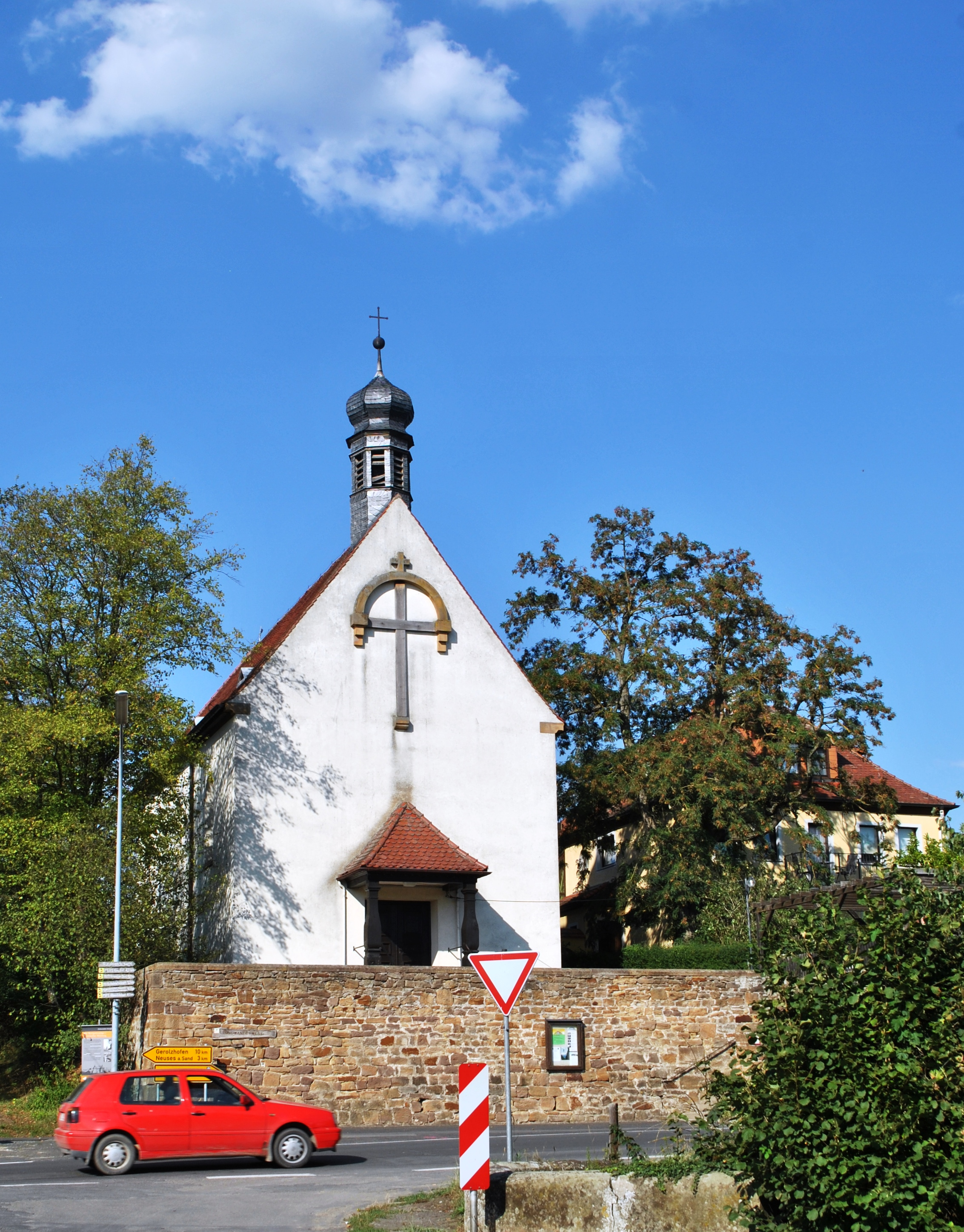
St. Thekla und St. Lioba
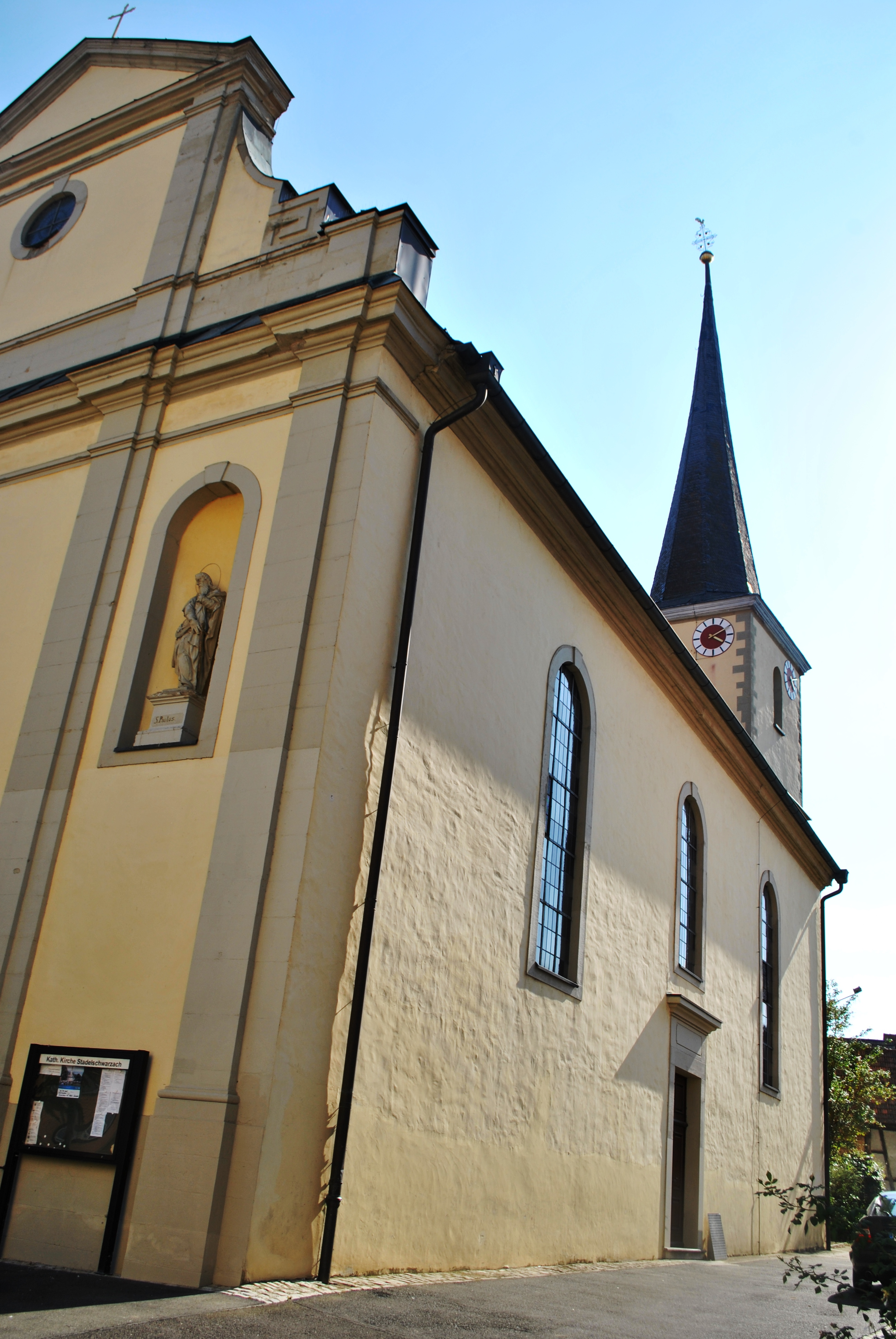
St. Bartholomäus
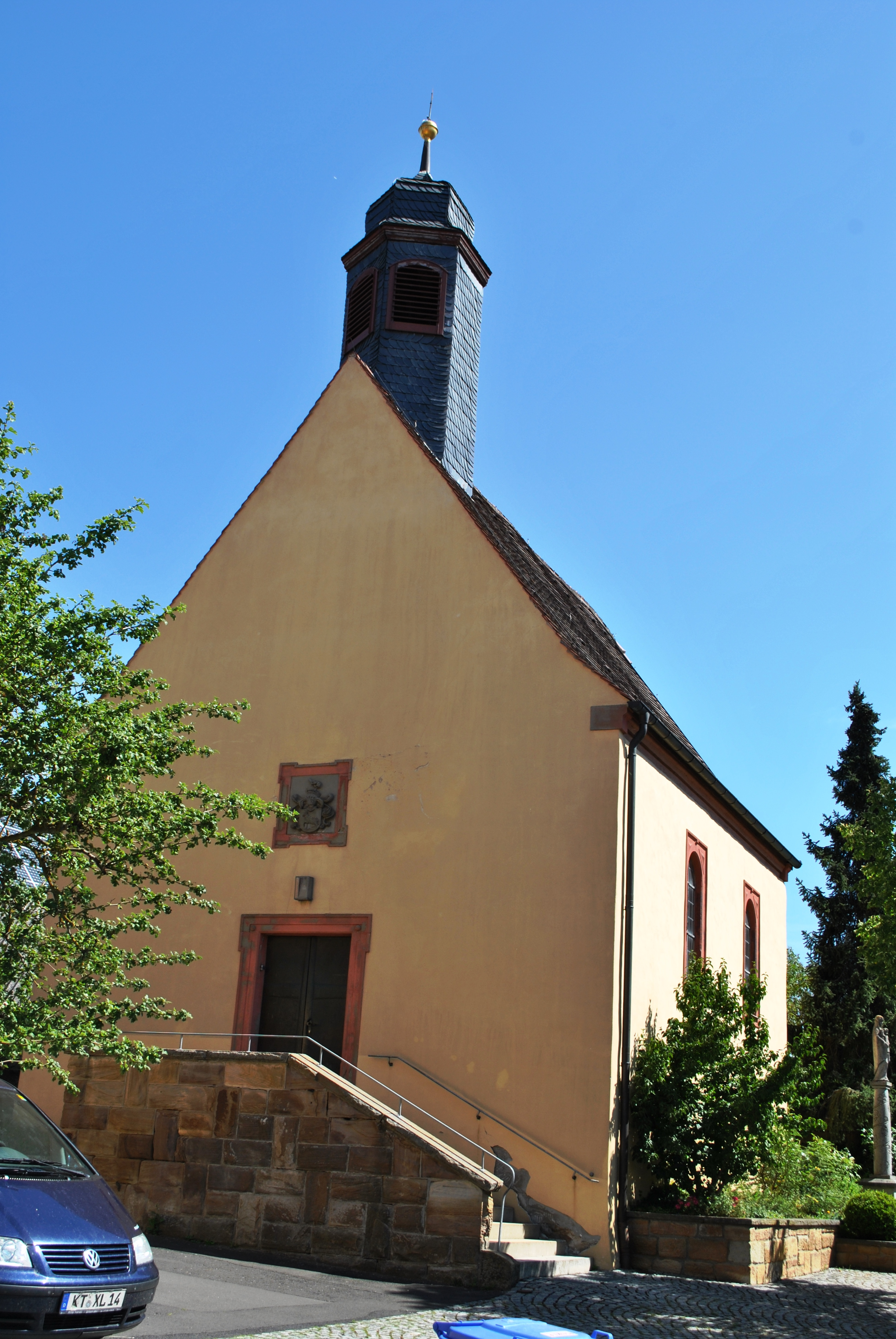
St. Antonius von Padua
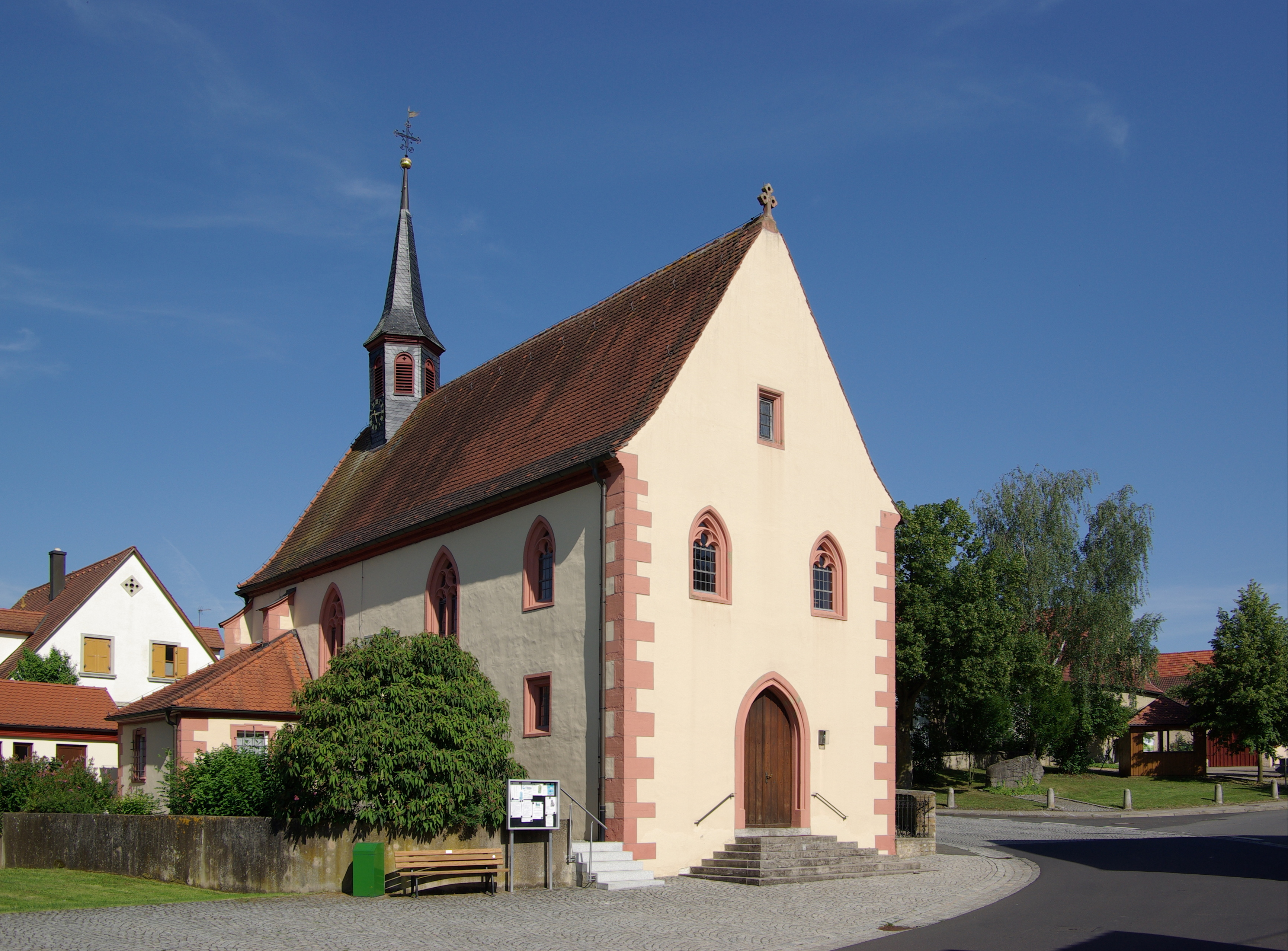
St. Nikolaus
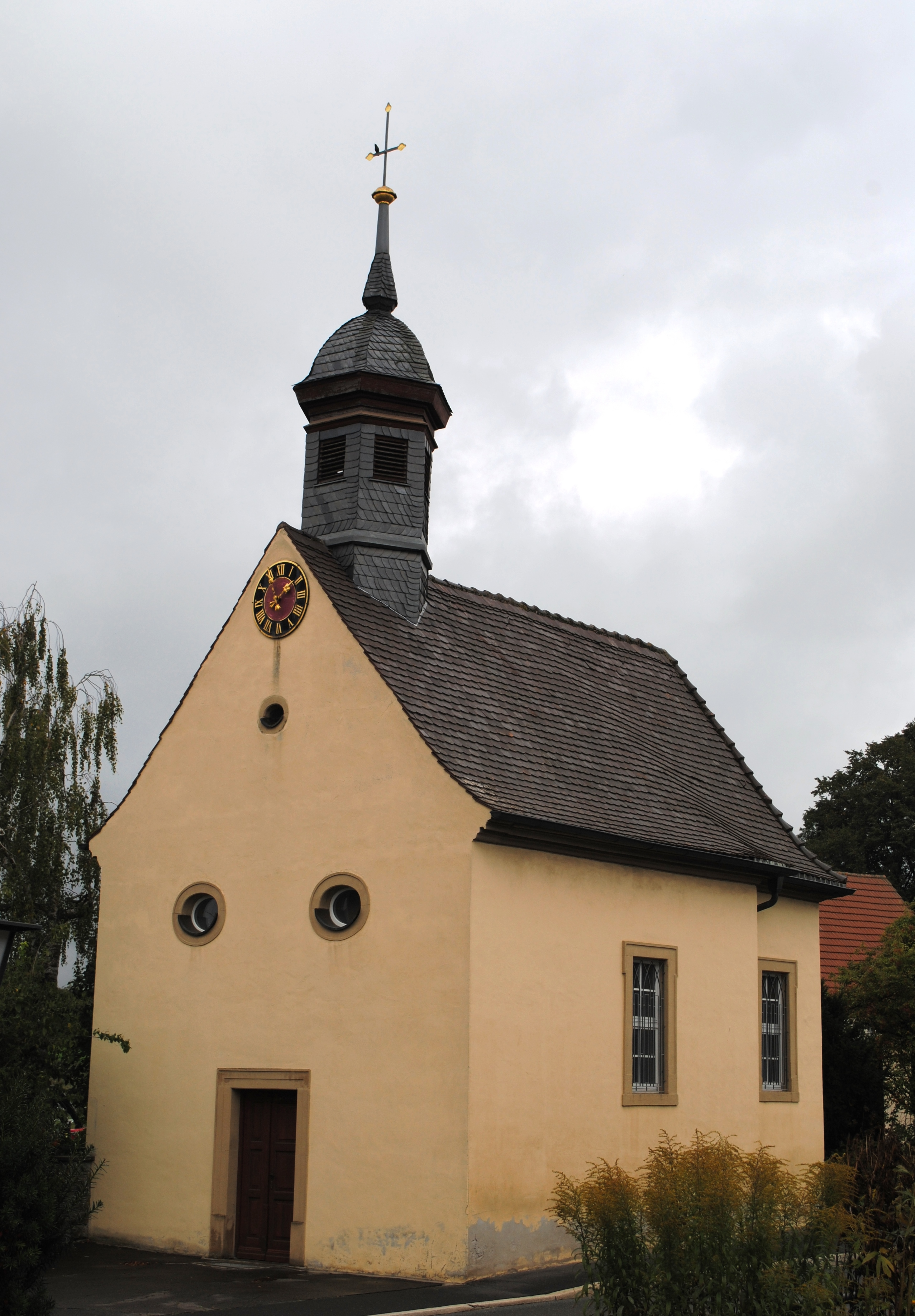
St. Michael
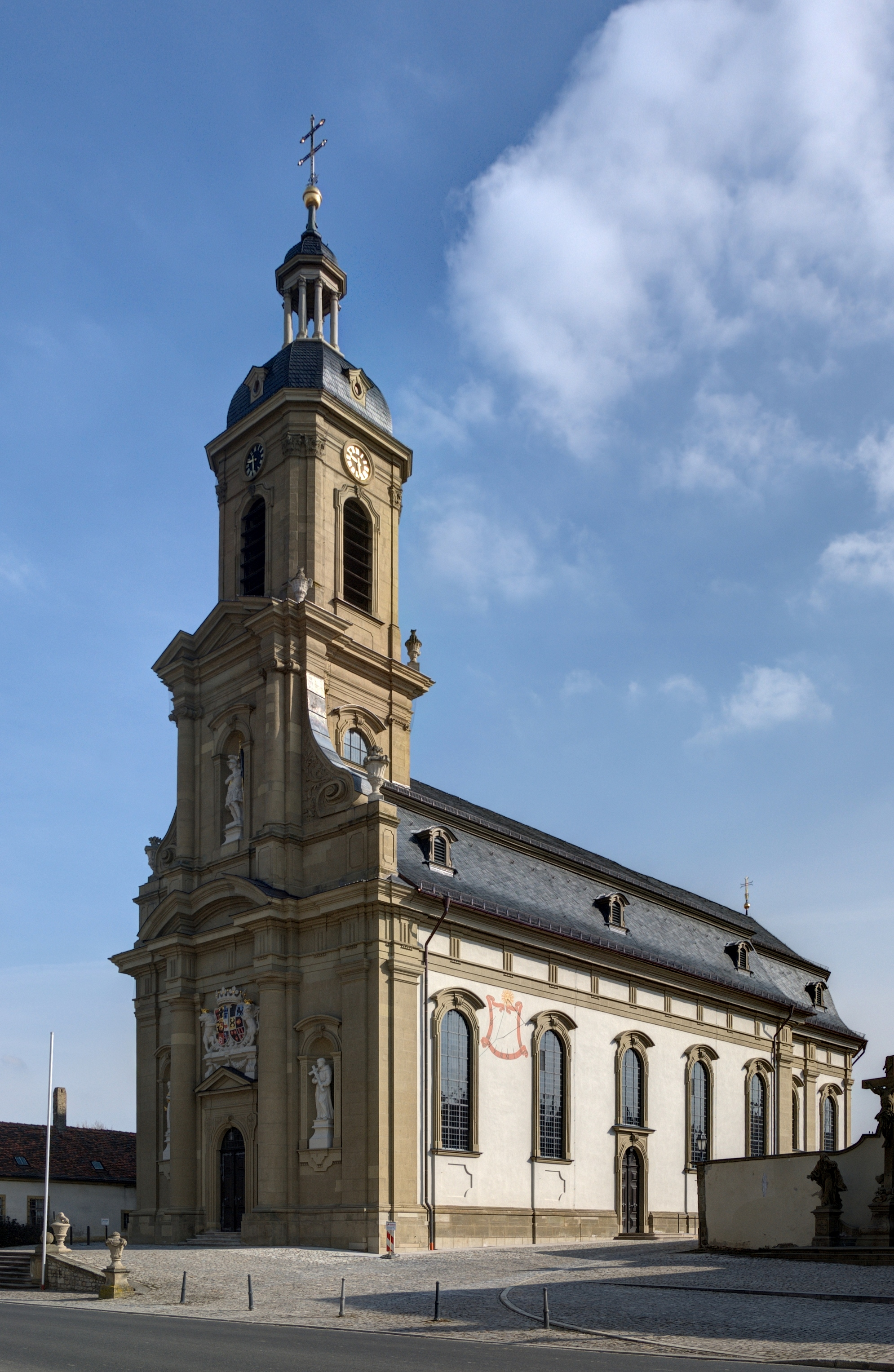
St. Mauritius
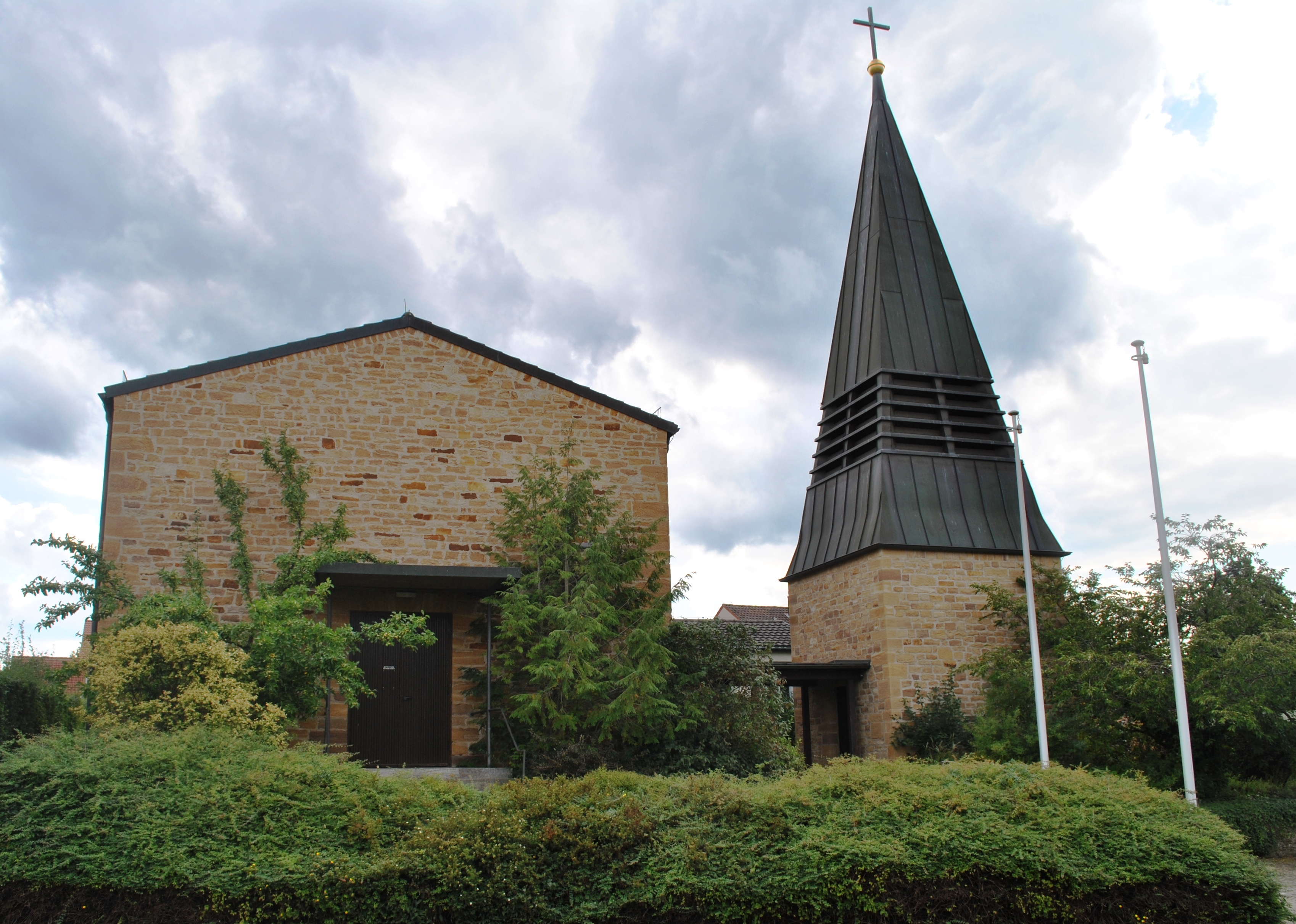
Maria Hilfe der Christen
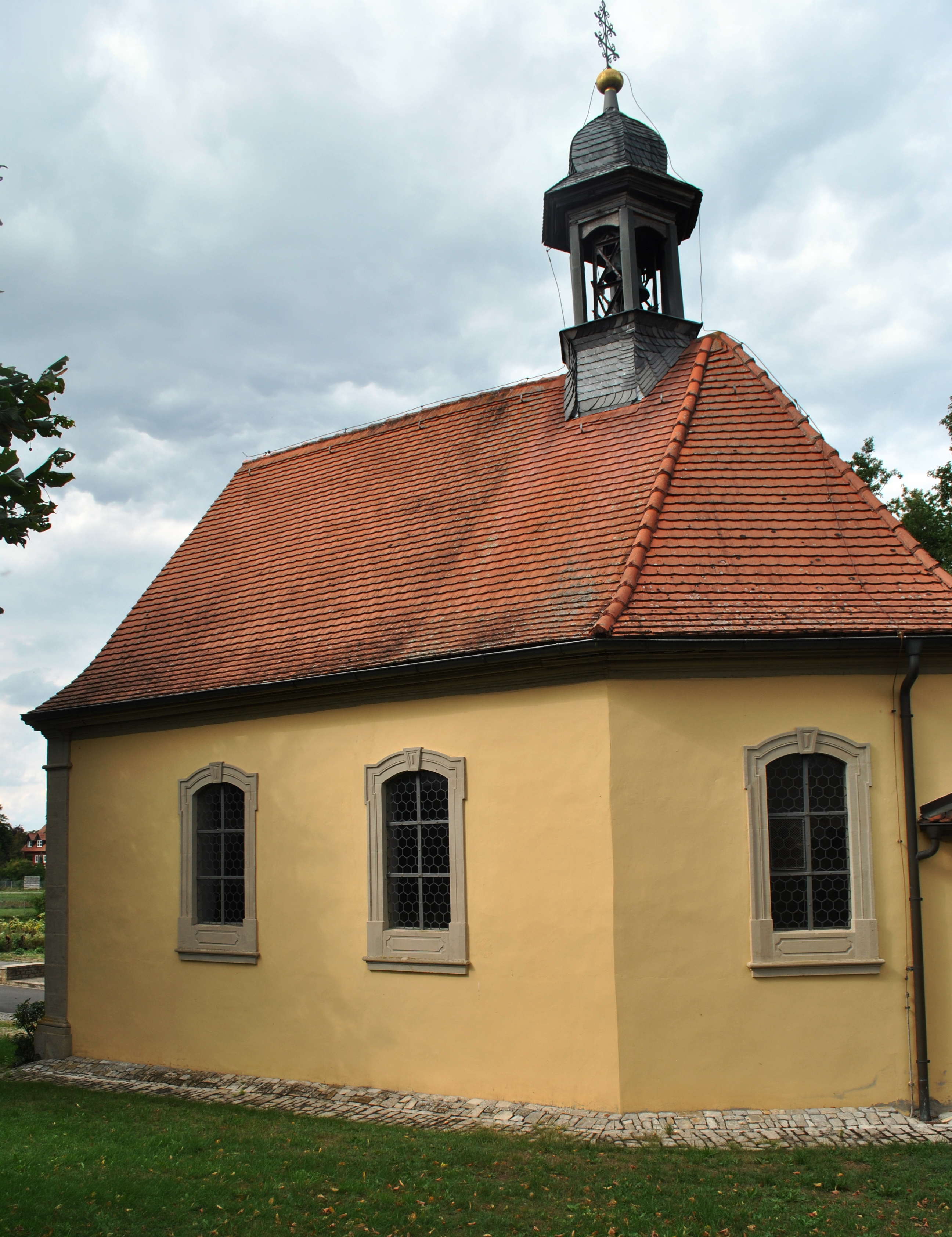
St. Barbara